# Cimetière de Bourg-la-Reine
Le cimetière de Bourg-la-Reine (officiellement cimetière paysager de Bourg-la-Reine) est le cimetière communal de la ville de Bourg-la-Reine dans les Hauts-de-Seine.

## Histoire et description

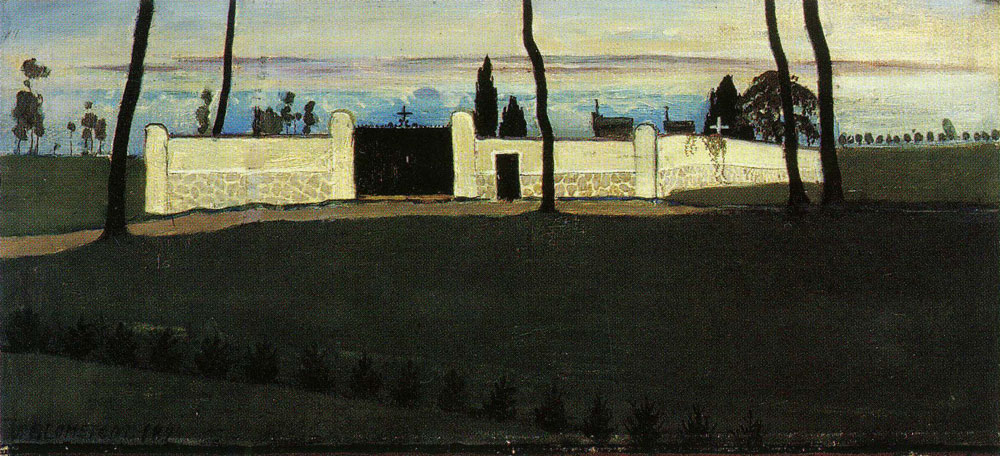
Vue du cimetière depuis la rue de la Bièvre, par le peintre finlandais Väinö Blomstedt en 1894. On y constate que cette partie de la commune de Bourg-la-Reine, qui sera totalement urbanisée au XXe siècle, est encore à cette époque en pleine campagne.

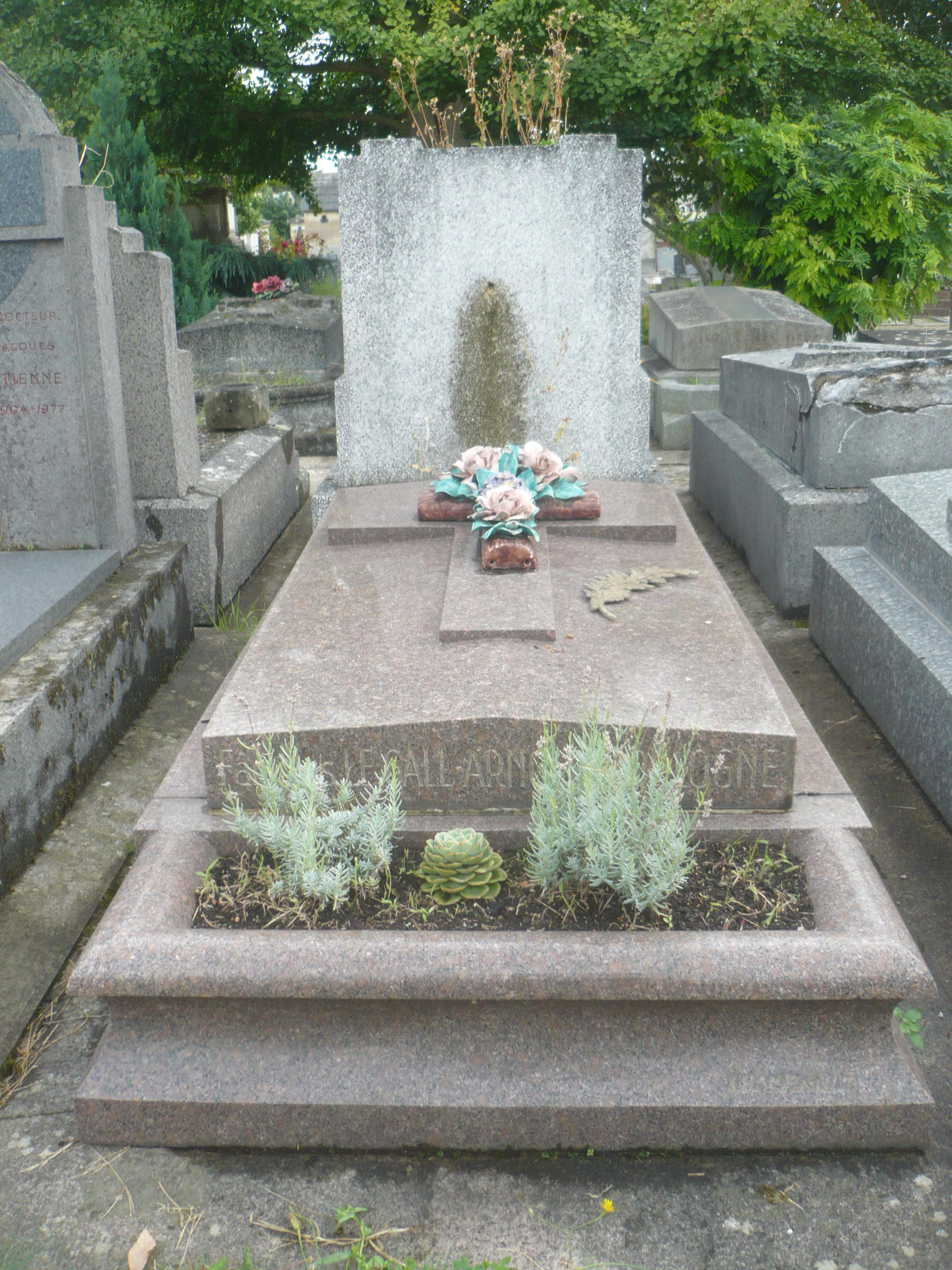
Sépulture d'Édith Arnold-Boulogne (division 8).

Ce cimetière est fondé en 1820 et agrandi en 1880. Fleuri dans ses parties communes et arboré, la municipalité, depuis quelques décennies, le désigne en tant que cimetière paysager. Il accueille notamment plusieurs célébrités, entre autres des mondes littéraire, de la culture et des sciences (voir ci-dessous la section « Personnalités inhumées »). Certaines sépultures sont classées à l'inventaire comme celles de la famille Dupont Couet, du maréchal Forey, de la famille Angot, de la famille Bon, de la famille Demmler, ou de la famille Hennebique. Le passé horticole et de faïenceries de la ville explique la présence de plusieurs tombes de faïenciers et d'horticulteurs ou rosiéristes.
Le cimetière accueille également Édith Arnold-Boulogne (1911-1995), la mère de l'acteur Alain Delon, dans un caveau familial de la division 8. 

Sépultures classées à l'inventaire.
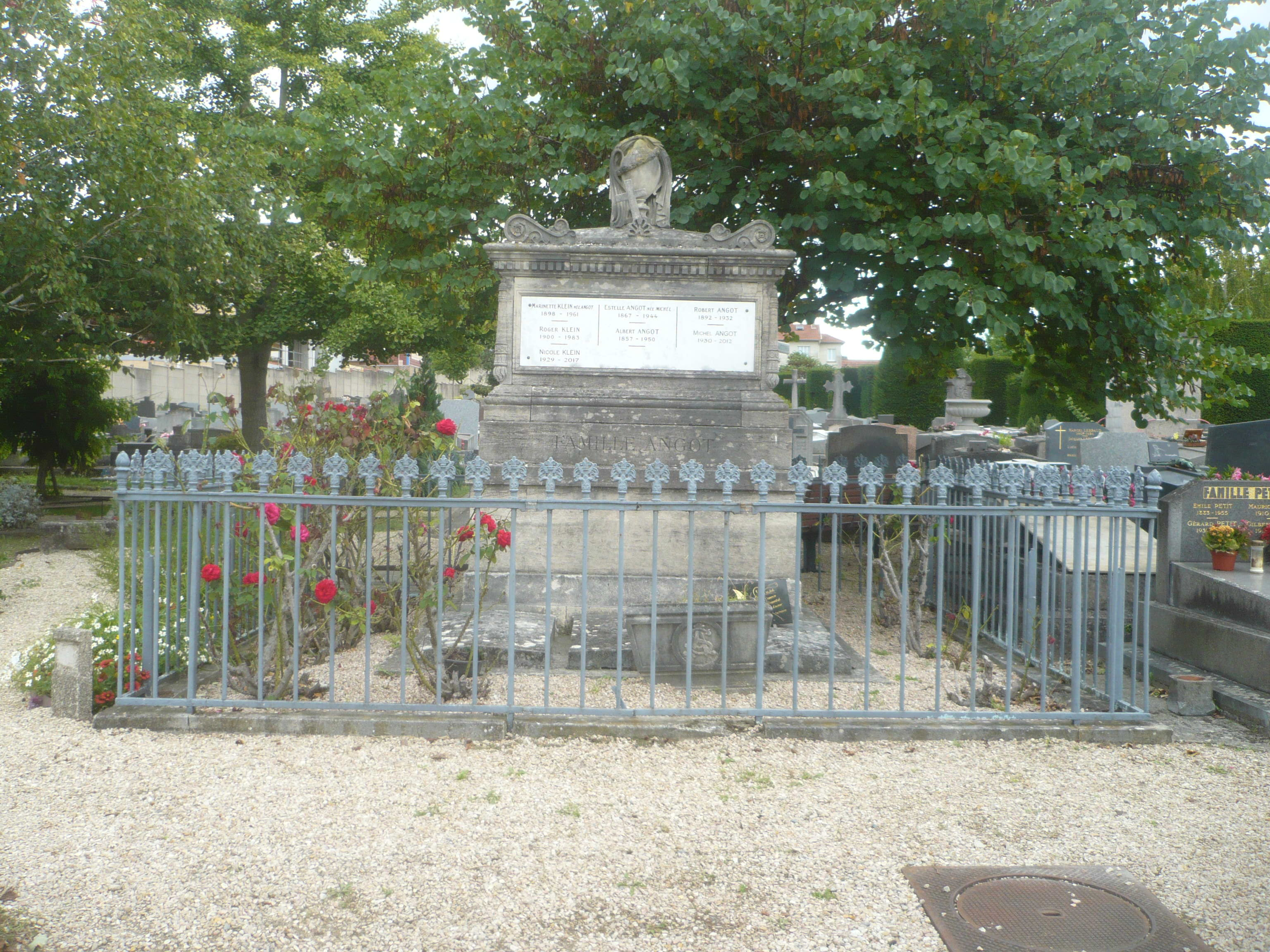
Famille Angot (division 9).
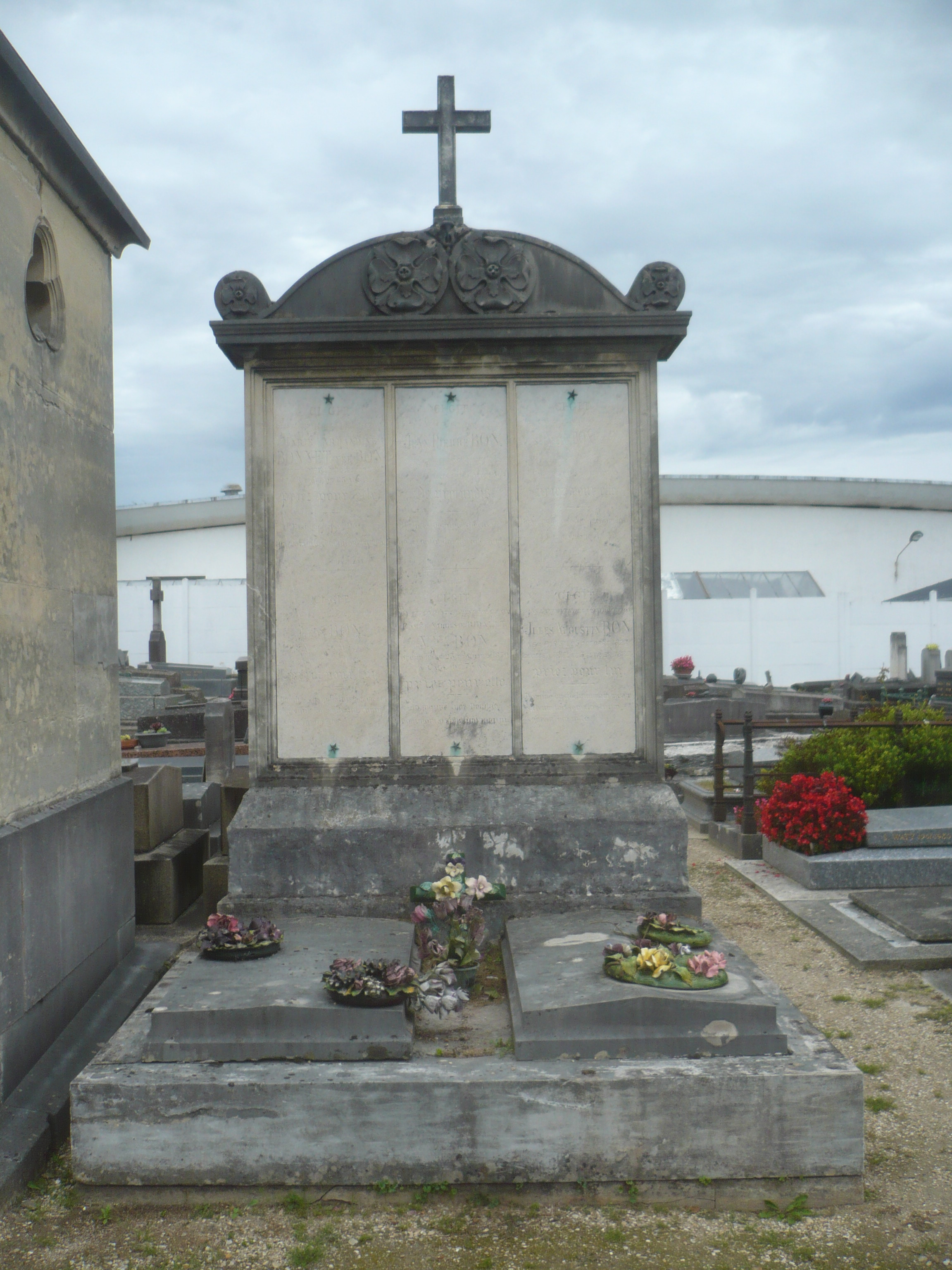
Famille Bon (division 6).

Y sont aussi regroupées depuis le 2 novembre 2003 dans un ossuaire, situé à une extrémité de l'allée des Cytises et au nord-ouest du cimetière (division 14), des dépouilles mortuaires du XIIIe au XIXe siècle, qui étaient contenues dans des tombes de l'ancien cimetière de la commune, sis Grande Rue. 

Ossuaire.
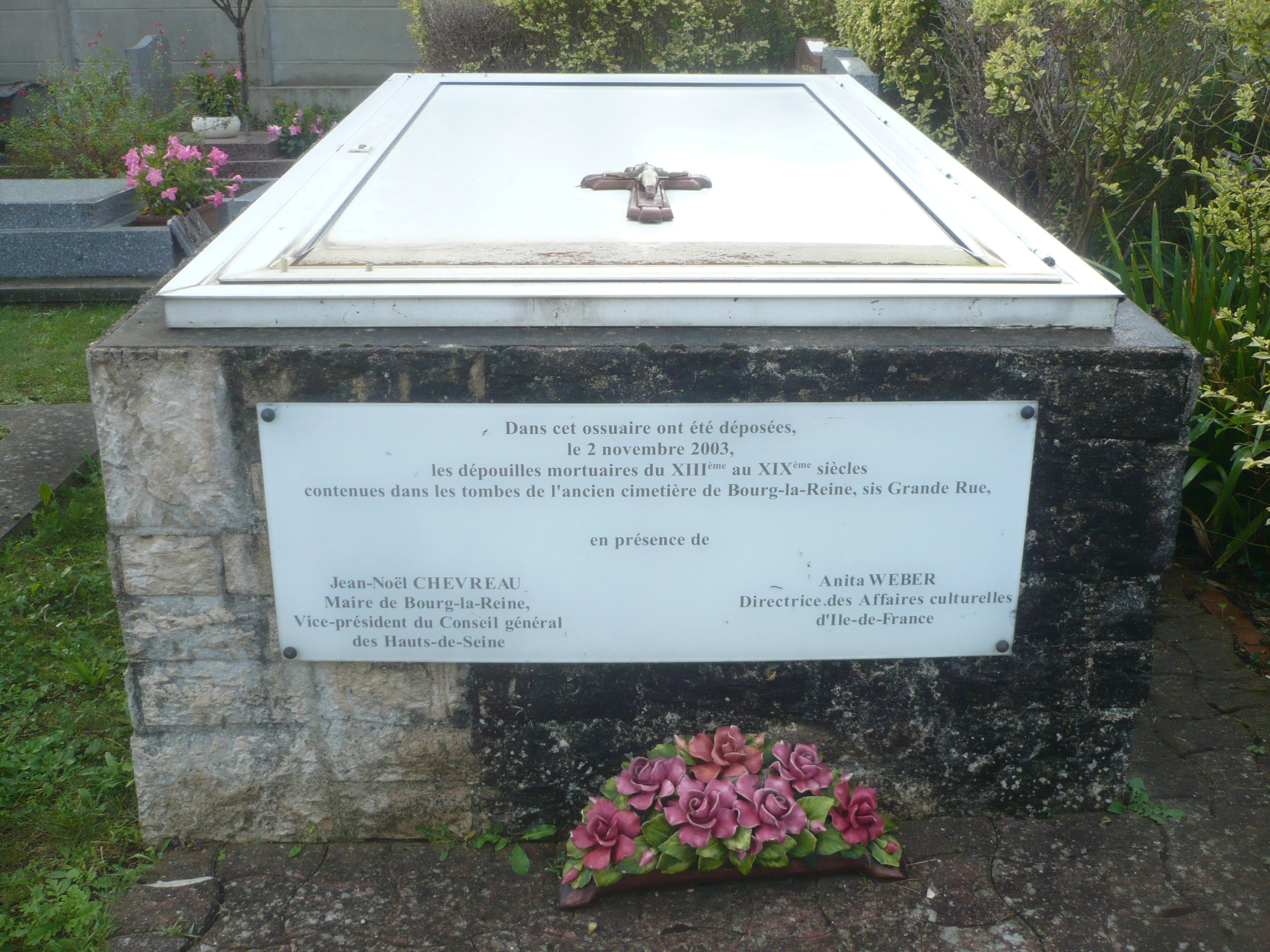
Ossuaire en 2024.

Une sépulture collective anonyme de la division 2, sur laquelle est apposée une laconique plaque bilingue en allemand et en français, conserve les restes de quatre soldats allemands, tués durant la guerre de 1870-1871. Des combats eurent lieu dans la commune durant ce conflit. 

Tombe de soldats allemands.
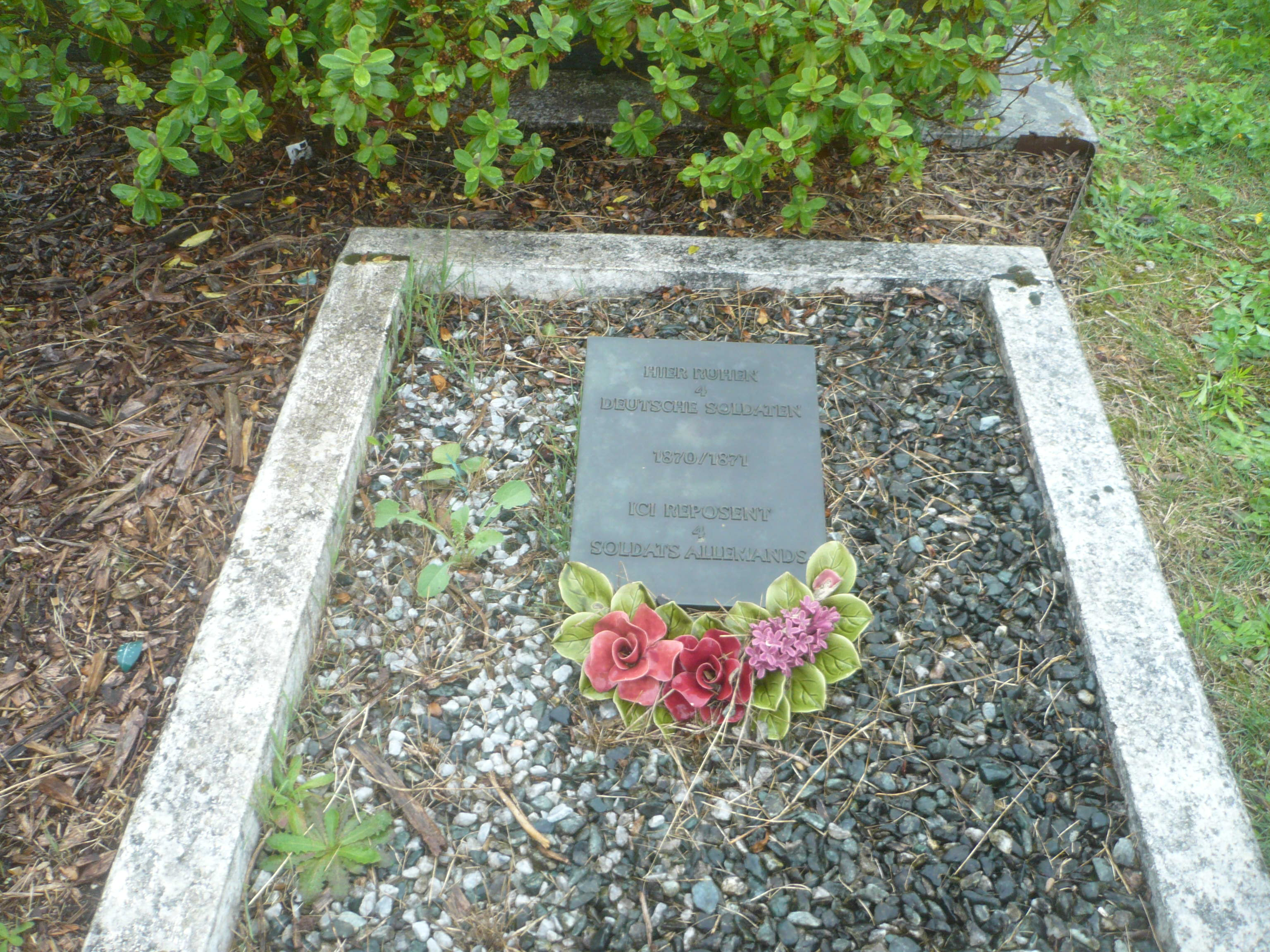
Sépulture portant une plaque avec cette simple mention : « Hier ruhen 4 deutsche soldaten - 1870/1871 - Ici reposent 4 soldats allemands ».

Le cimetière est le lieu d'implantation, dans sa partie sud, près de l'entrée principale, du monument aux morts de la commune, qui a été inauguré le 1er novembre 1920. Les autorités locales s'y rendent en cortège plusieurs fois par an lors des cérémonies commémoratives du 8-Mai, du 25-août (date de la Libération de Bourg-la-Reine) et du 11-Novembre, y procédant entre autres à des dépôts de gerbes. 

Monument aux morts.
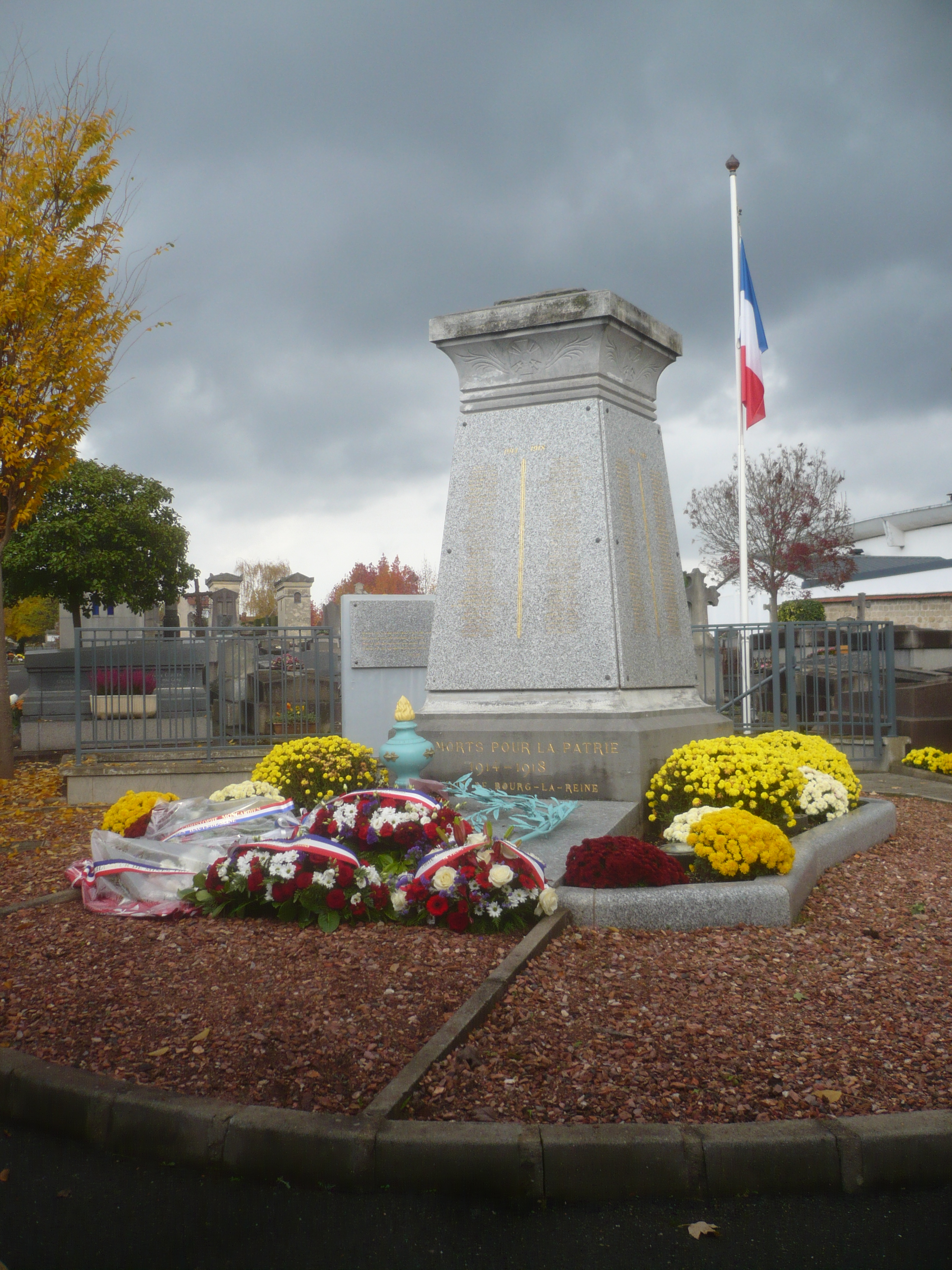
Le 11 novembre 2024, pavoisé, le monument au mort de la commune, après les dépôts de gerbes plus tôt dans la journée.

C'est à proximité du monument, qu'on a redécouvert en 2002 une crypte un temps oubliée, aujourd'hui nommée après sa rénovation et son aménagement « Crypte  du Souvenir », où reposent 28 militaires et civils de la Première Guerre mondiale, quatre de la Seconde Guerre mondiale et un soldat de la guerre d'Algérie (1954-1962). 

Crypte du souvenir.
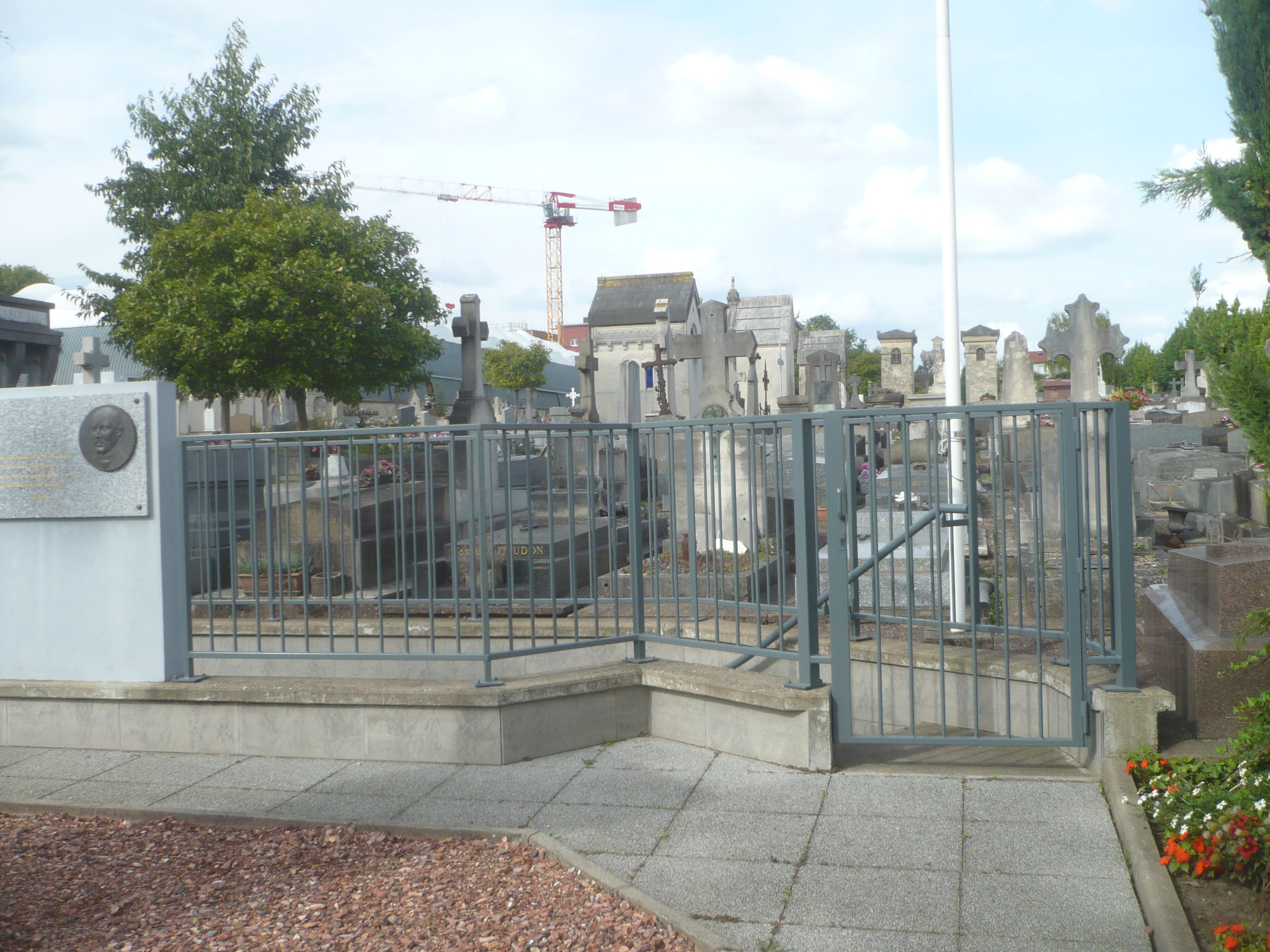
À droite, le portillon d'accès…
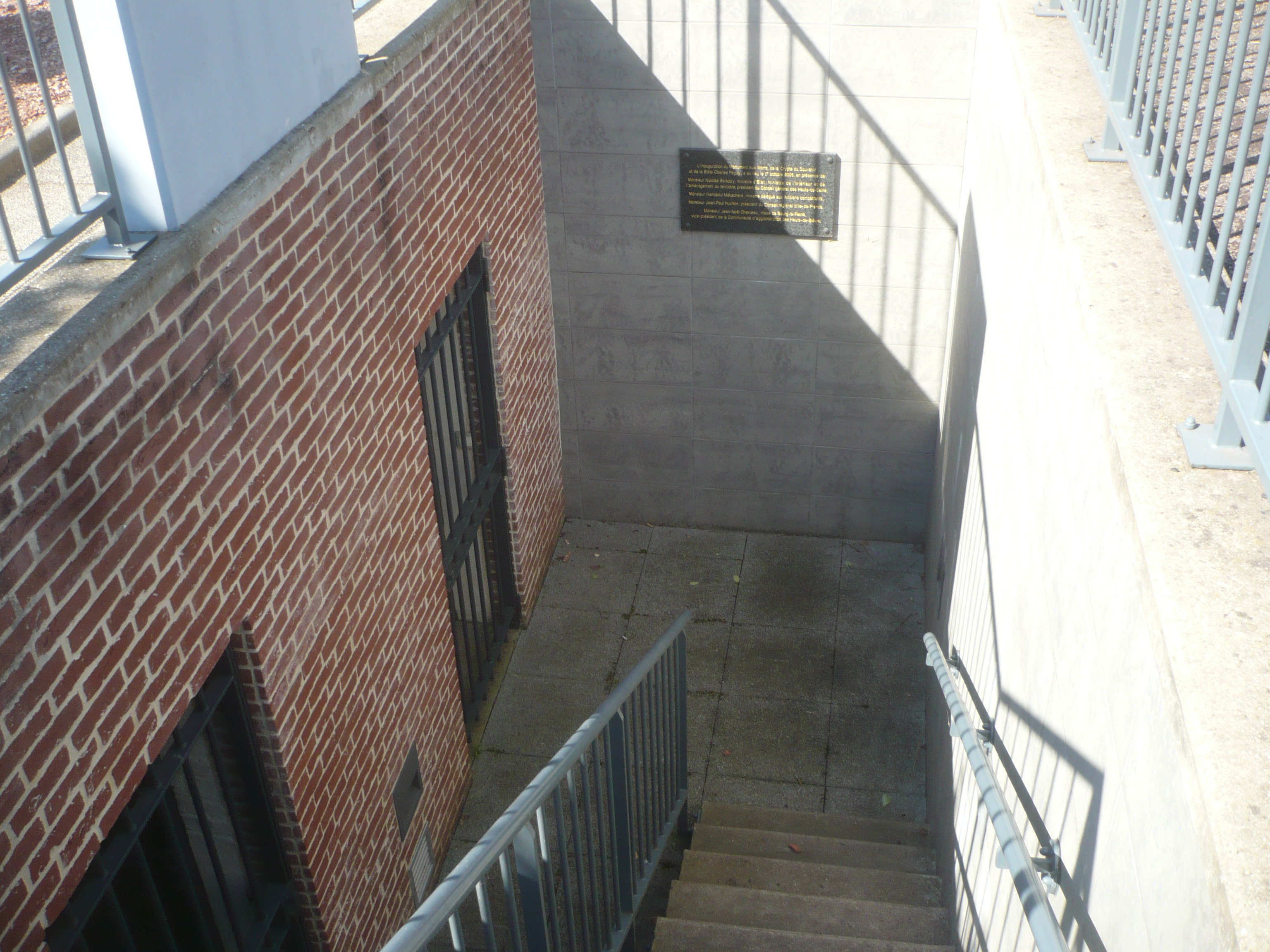
… permettant d'emprunter l'escalier menant…
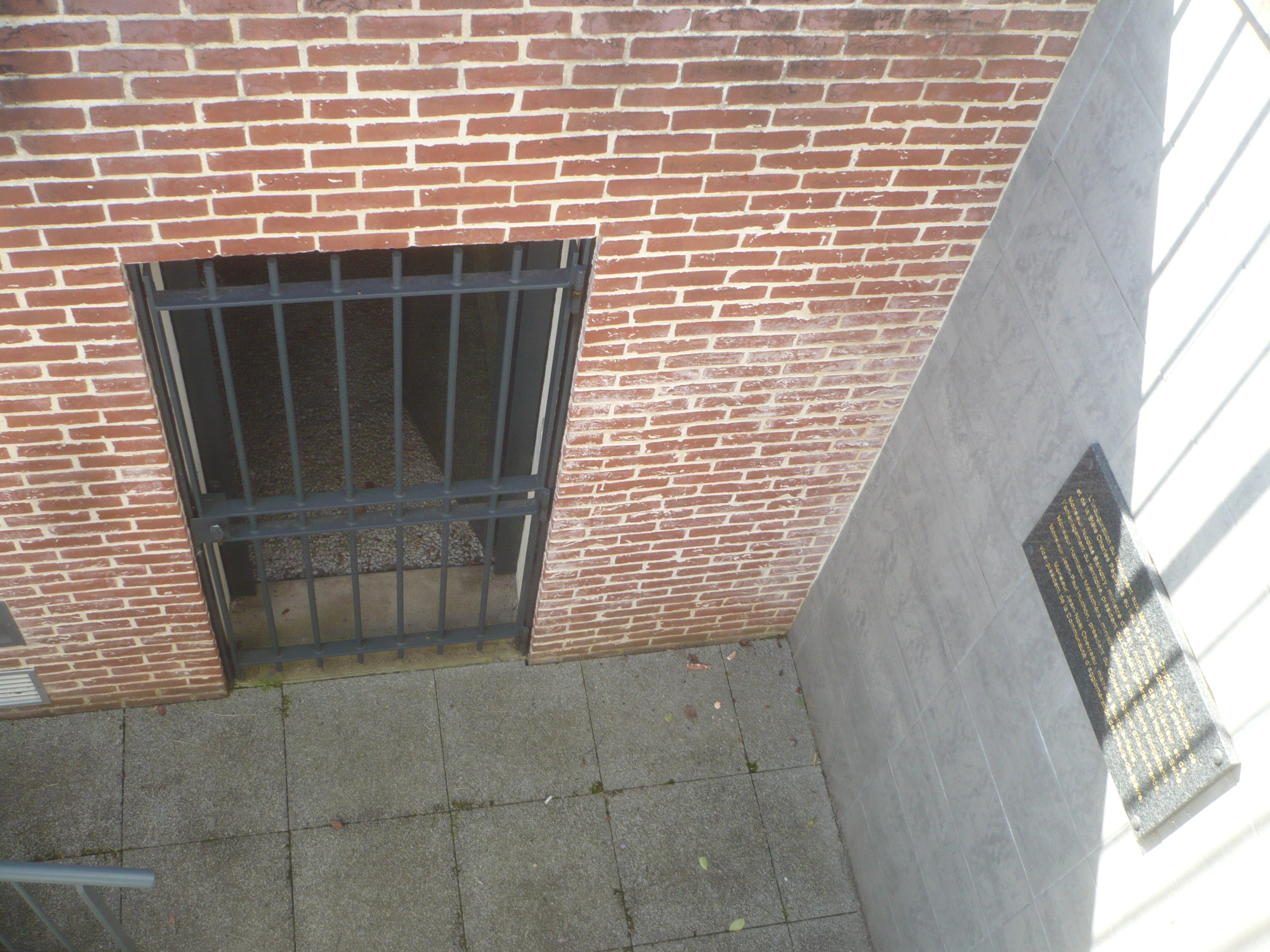
…à la porte grillagée de la crypte.

## Personnalités inhumées
- Hortense Allart de Méritens (1801-1879), femme de lettres, inhumée avec ses deux fils (division 7).
- Léon Azéma (1888-1978), architecte, grand prix de Rome en 1930 (division 22).
- Jean-Marie Bastien-Thiry (1927-1963), militaire, auteur de l'attentat du Petit-Clamart contre le général de Gaulle (division 10).
- Georges Bénédite (1857-1926), égyptologue (division 3).
- Léon Bloy (1846-1917)[12], écrivain (division 4).
- Robert Boutruche (1904-1975), historien médiéviste (division 22).
- René Bürg (1892-1971), organiste, compositeur, pianiste, violoniste.
- André Couder (1897-1979), ingénieur-opticien et astronome.
- Françoise Dolto (1908-1988), pédiatre et psychanalyste (division 6).
- Jean-Chrysostome Dolto, connu sous le nom de scène Carlos (1943-2008), chanteur, acteur et fantaisiste (division 6).
- Élie-Frédéric Forey (1804-1863), maréchal de France (division 6).
- Roger Jean Gautheret (1910-1997), biologiste (division 12).
- Arnold van Gennep (1873-1957), folkloriste (division 18).
- Michel Guillois (1899-1944), policier résistant du groupe Honneur de la Police, mort pour la France.
- Adrien Guilmin (1812-1884), professeur de mathématiques (division 3).
- François Hennebique (1842-1921), ingénieur, inventeur du béton armé (division 1).
- Ferdinand Jamin (1827-1916), horticulteur (division 1).
- Pierre Janet (1859-1947), philosophe, psychologue et médecin (division 1).
- Jacques Julliard (1933-2023), écrivain et syndicaliste (division 15).
- Paul Kaya (1933-2019), homme d'État et diplomate congolais (division 11).
- Camille Lacoste-Dujardin (1929-2016), ethnologue (division 16).
- Georges Lafenestre (1837-1919) poète, critique d'art et historien de l'art français (division 3).
- Léon Lalanne (1811-1892), ingénieur et homme politique (division 7).
- Georges Lamirand (1899-1994), ingénieur et homme politique (division 10).
- Félix Loranchet (1845-1908), homme politique (division 7).
- Paul Mainguy (1908-1997), député-maire de Bourg-la-Reine (division 4).
- Jacques Julien Margottin (1817-1892), rosiériste (division 7).
- Francis Mer (1939-2023), industriel et homme politique. (division 18)
- Albin Michel (1873-1943), éditeur (division 9).
- Armand Millet (1845-1920), horticulteur (division 6).
- Claude-Adolphe Nativelle (1812-1889), pharmacien et chimiste (division 7).
- Philippe-Jean Pelletan (1747-1829), chirurgien (division 2).
- Karin Petersen (1945-1982), comédienne (division 7).
- Michel Pinçon (1942-2022), sociologue (division 11).
- Paul Portier (1866-1962), biologiste et zoologiste.
- René Rœckel dit Rajac ou Rageac (1909-1944), résistant, fusillé au fort du Mont-Valérien le 24 mars 1944 et inhumé le 21 juillet 1946 (division 5).
- André Theuriet (1833-1907), poète, dramaturge, romancier et académicien (division 3).
- Jean-Roger Thorelle (1913-1944), résistant, tué à la prison de Fresnes, inhumé le 26 août 1944 (division 16).
- Sépulture collective de sœurs de Notre-Dame du Calvaire, L'ordre a fondé des établissements d'enseignement dans la commune, dont l'un à destination de jeunes sourdes (division 3).

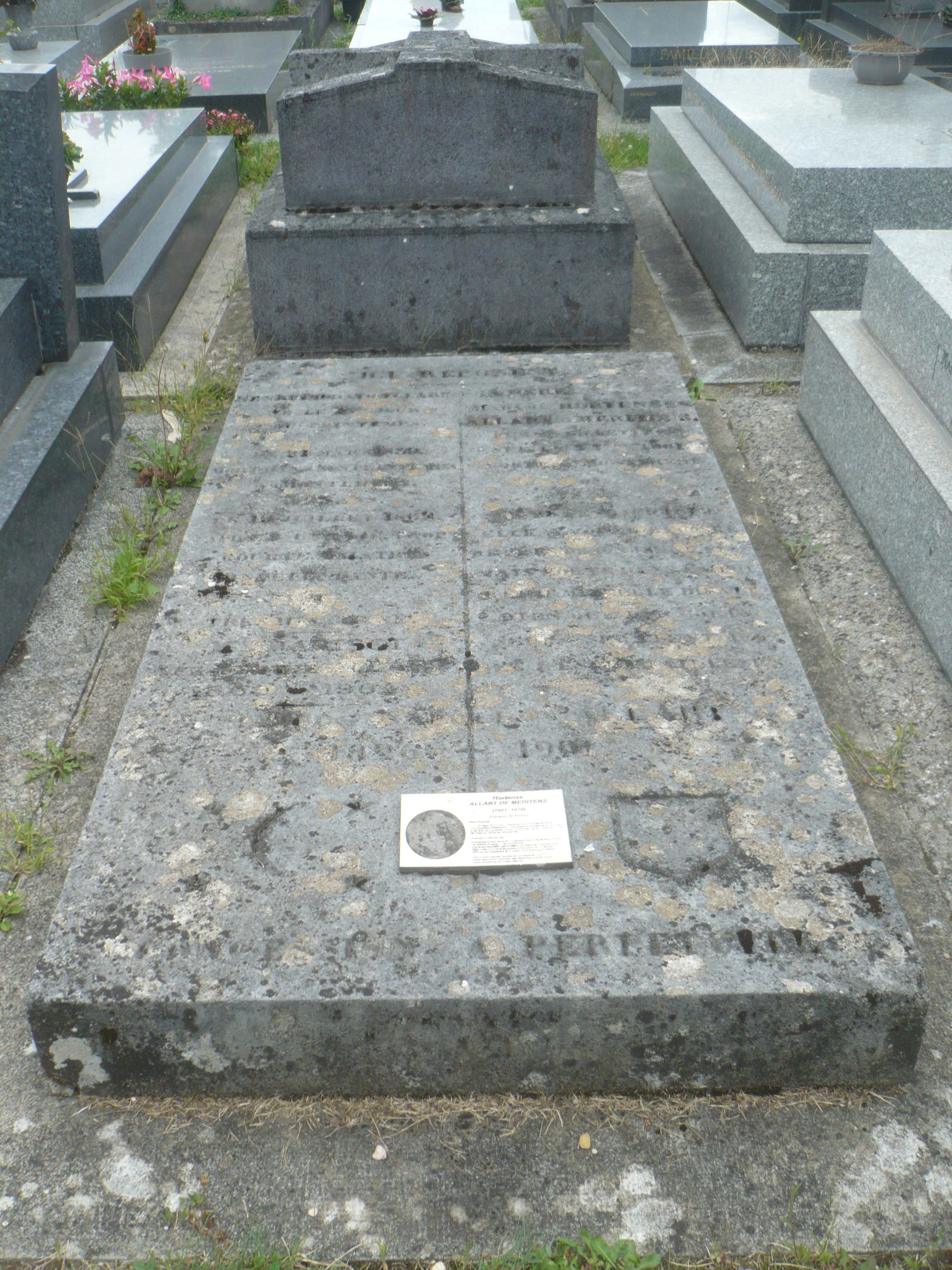
Hortense Allart de Méritens.
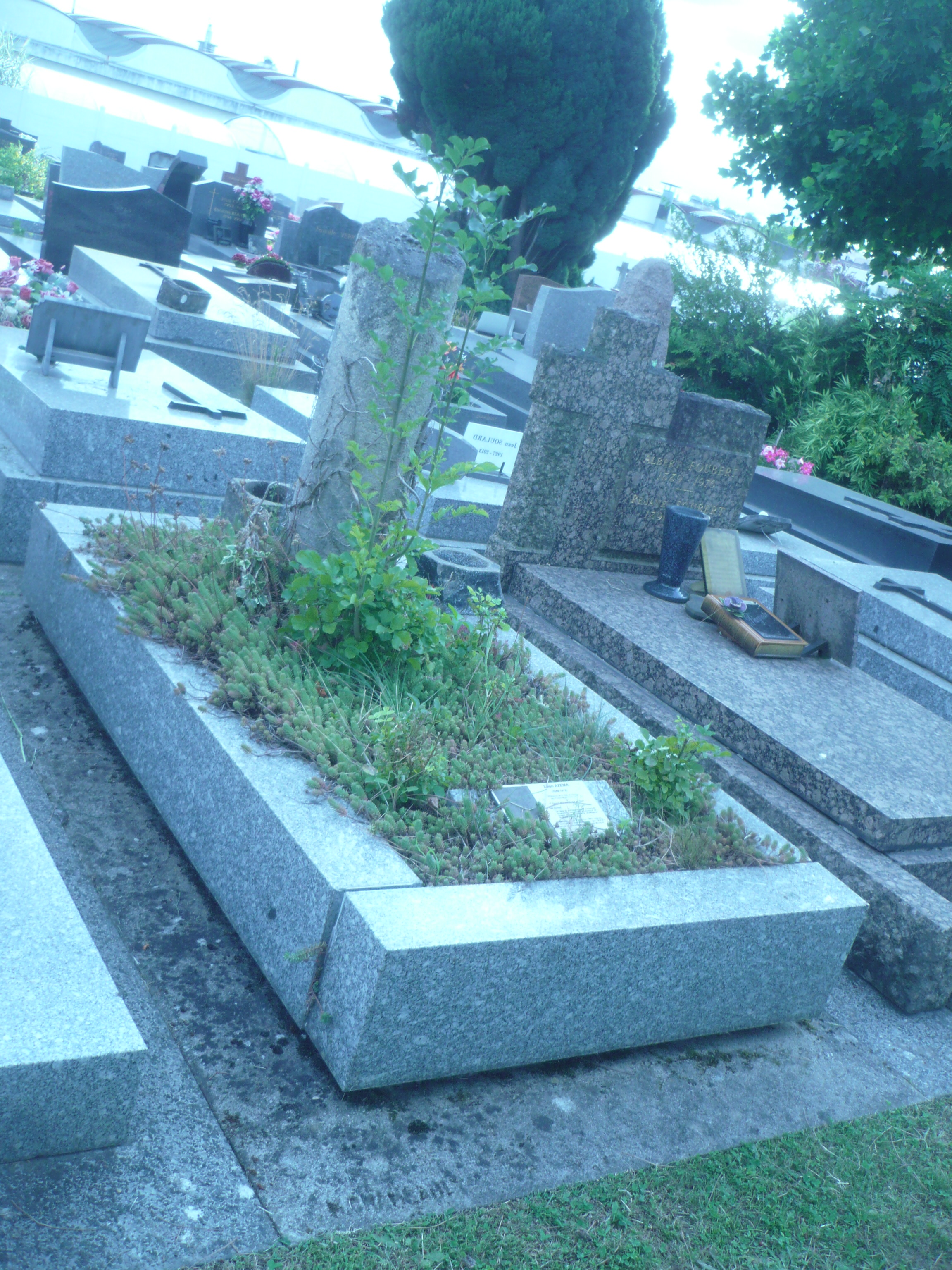
Léon Azéma.
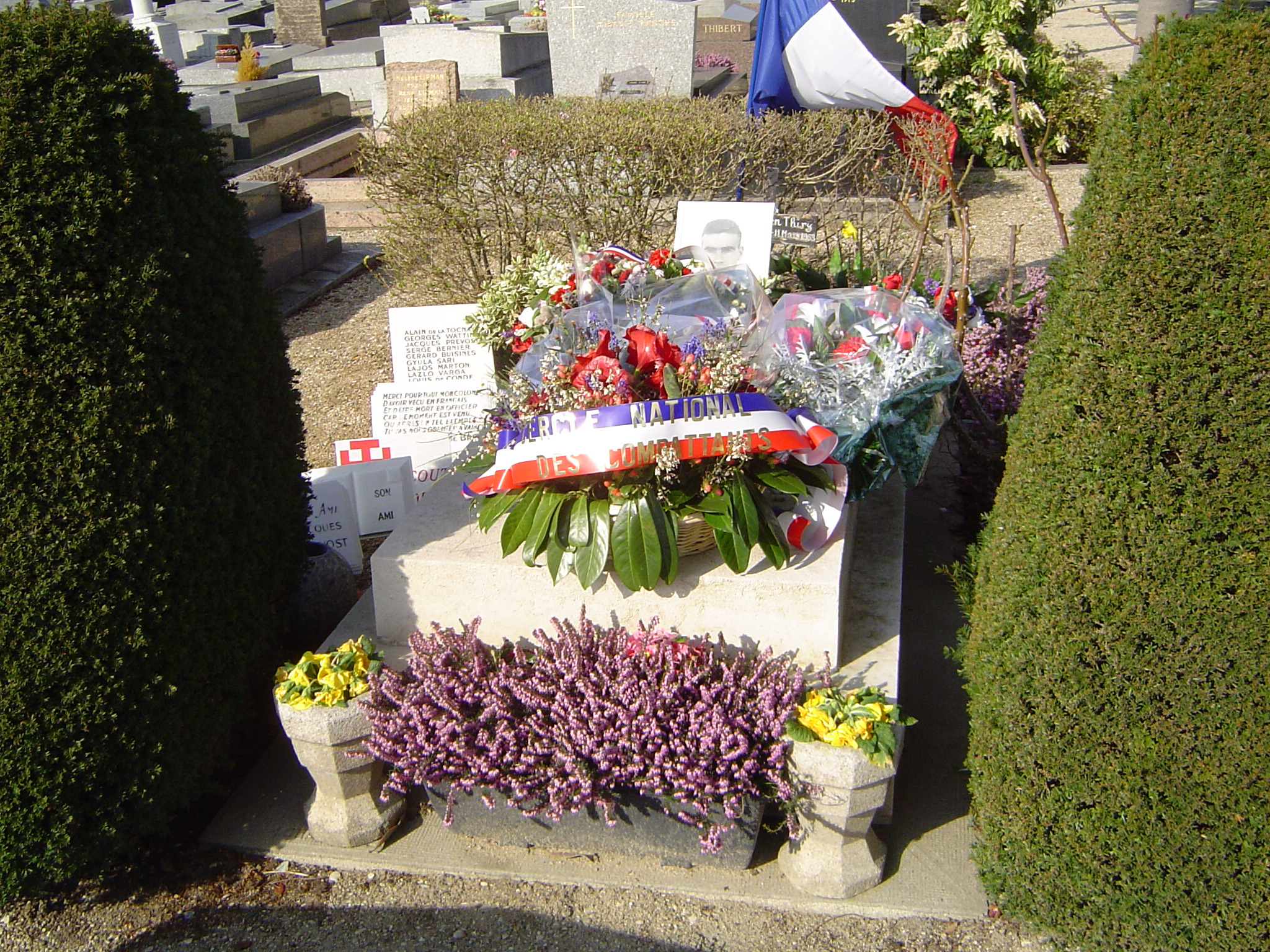
Jean-Marie Bastien-Thiry.
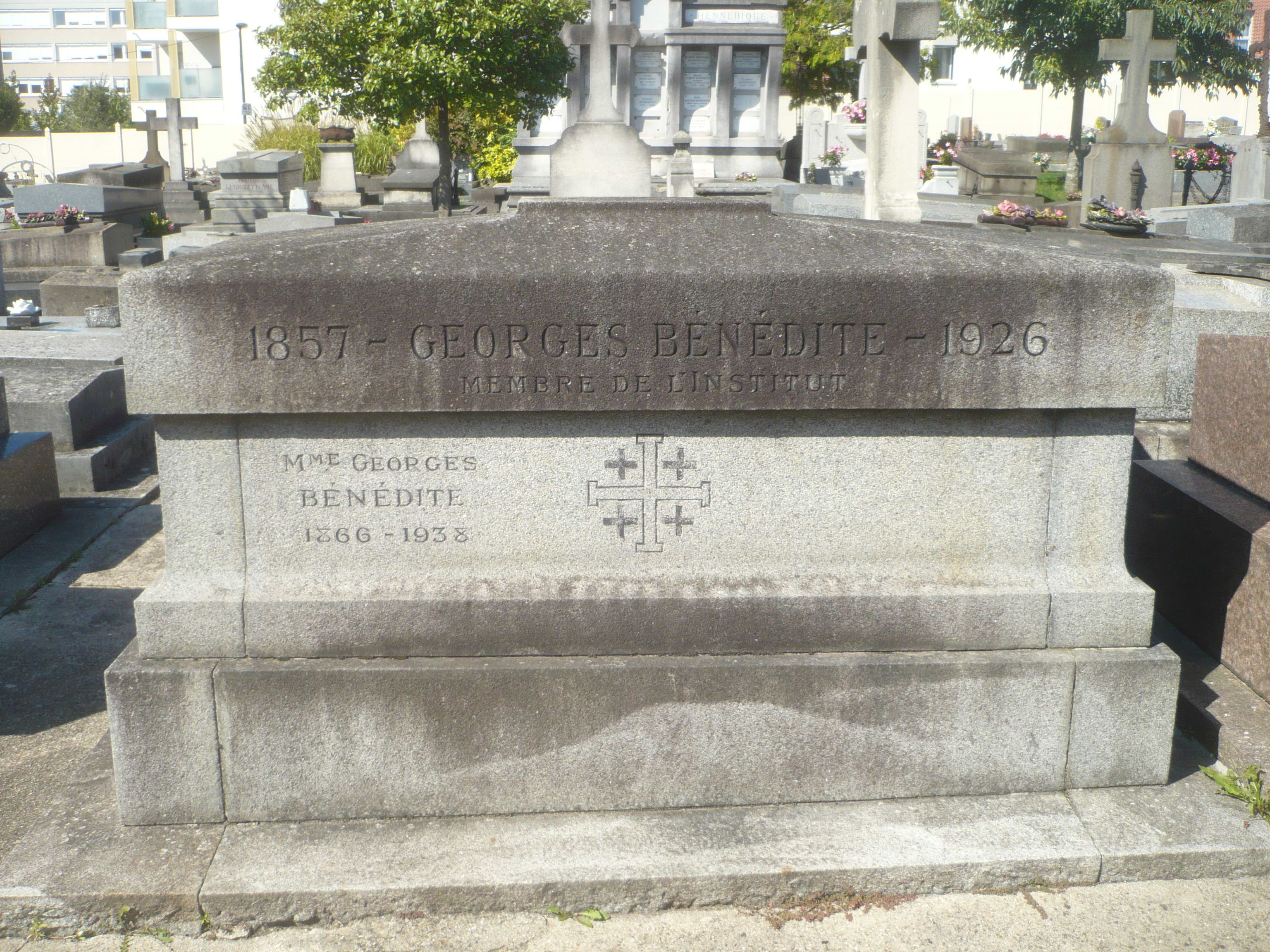
Georges Bénédite.
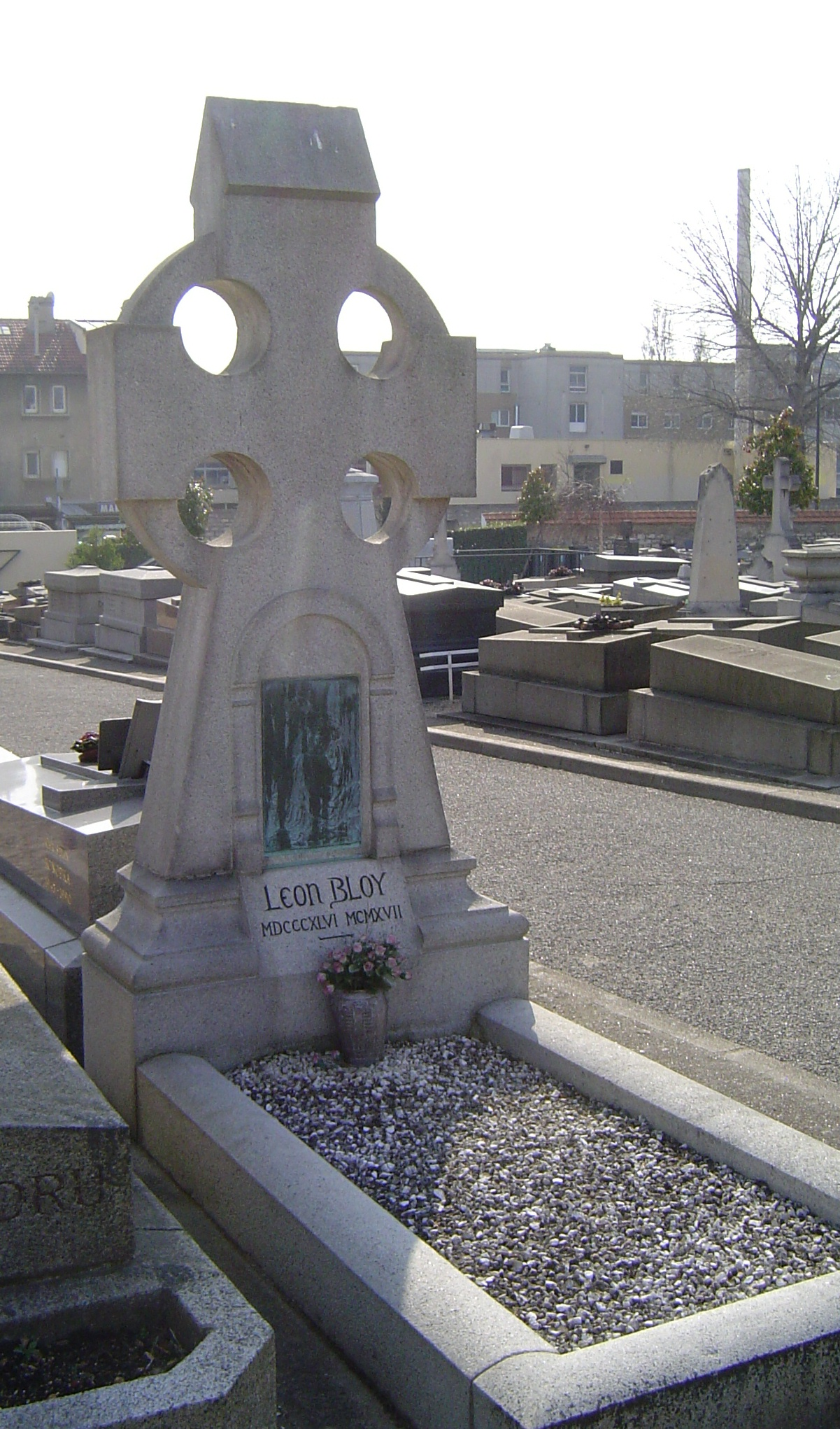
Léon Bloy.
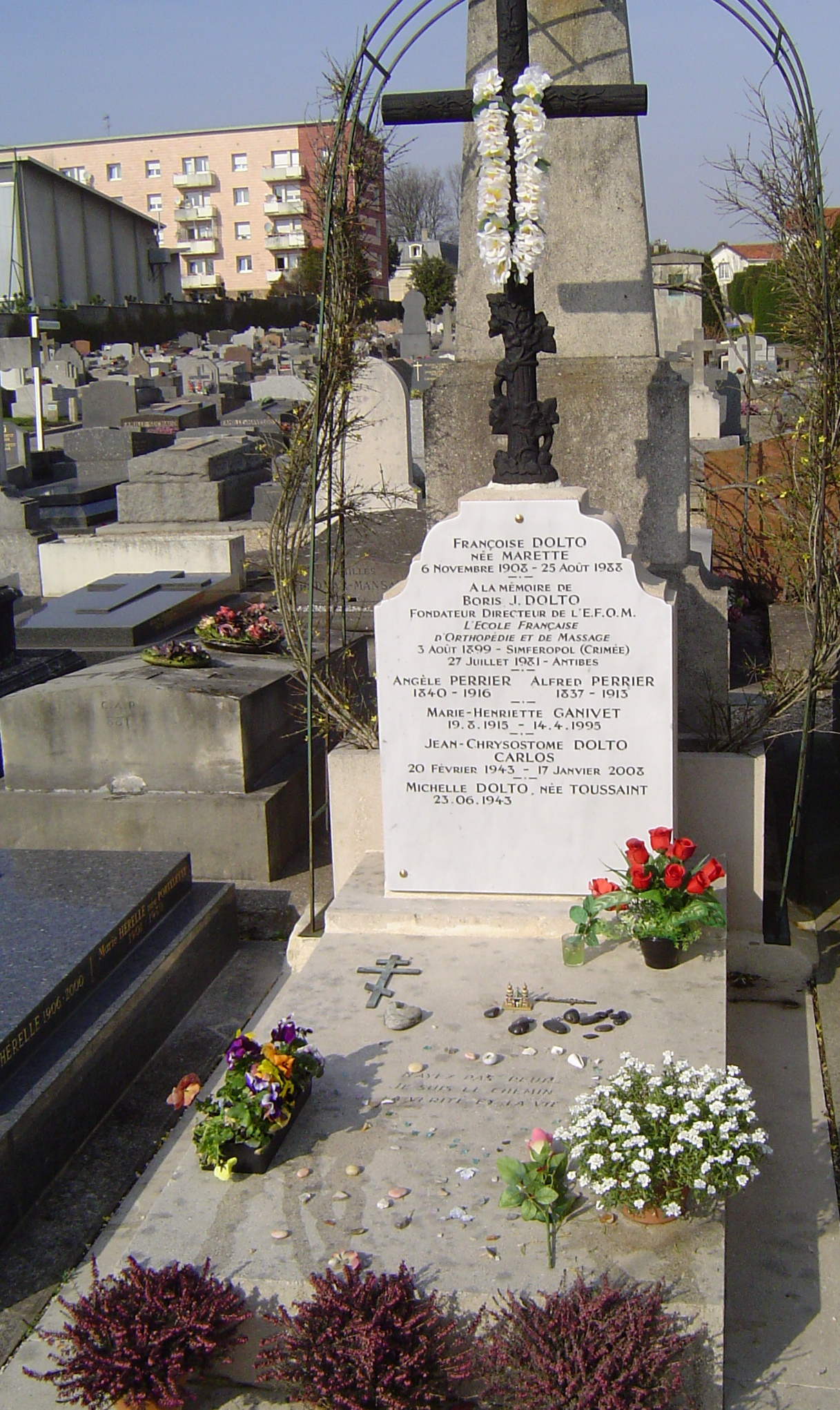
Françoise Dolto, son mari et leur fils Carlos.
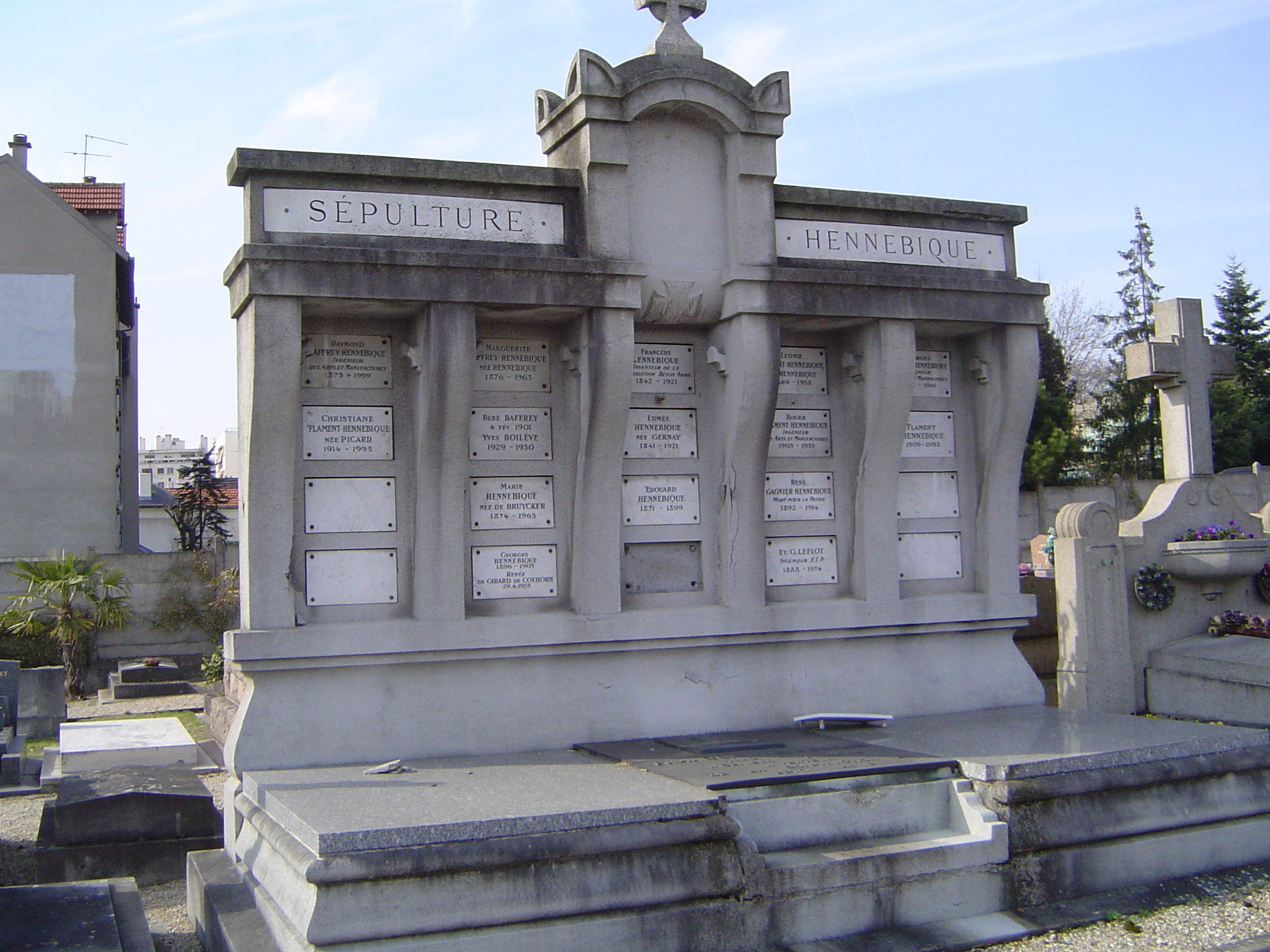
François Hennebique.
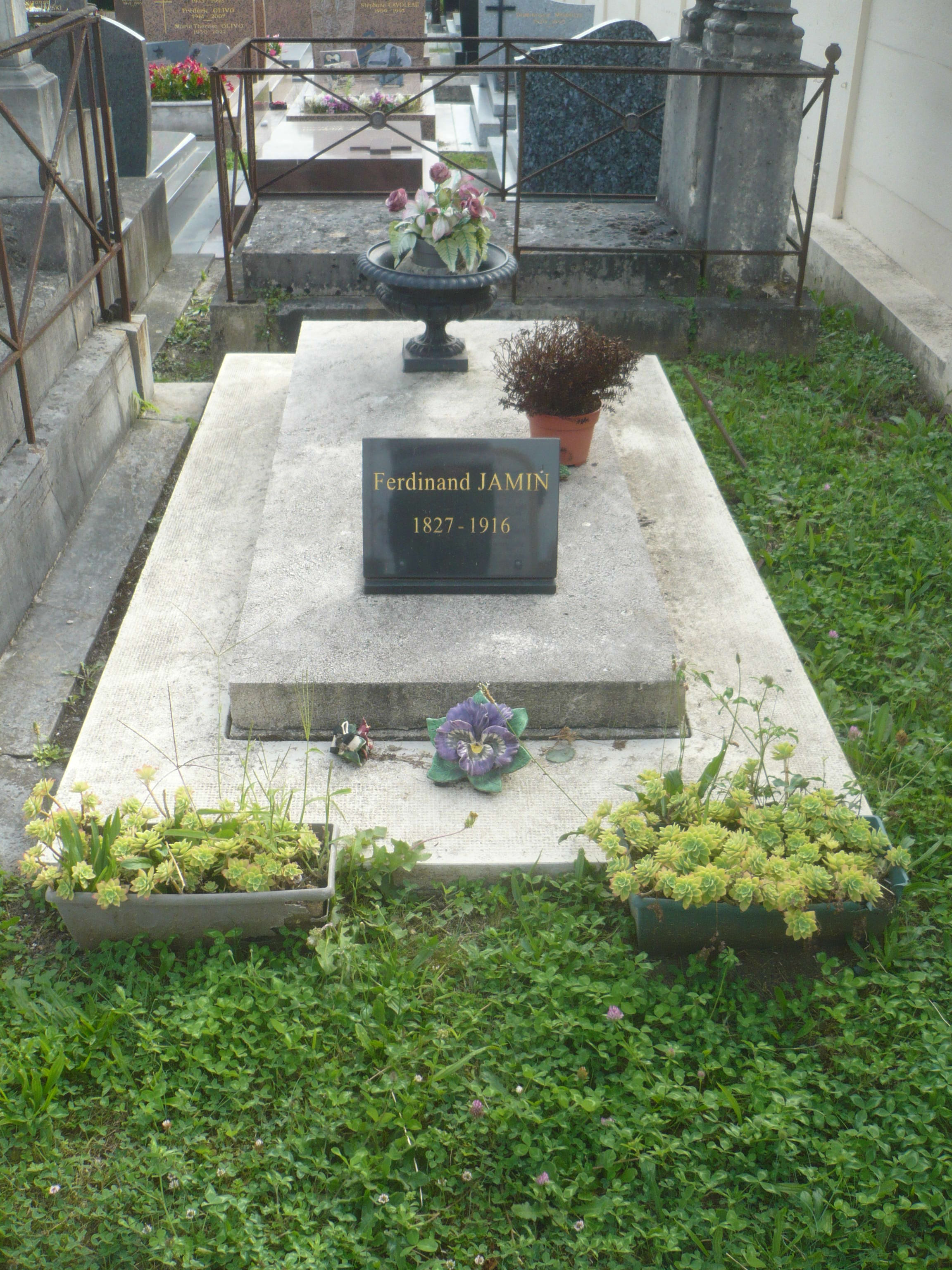
Ferdinand Jamin.
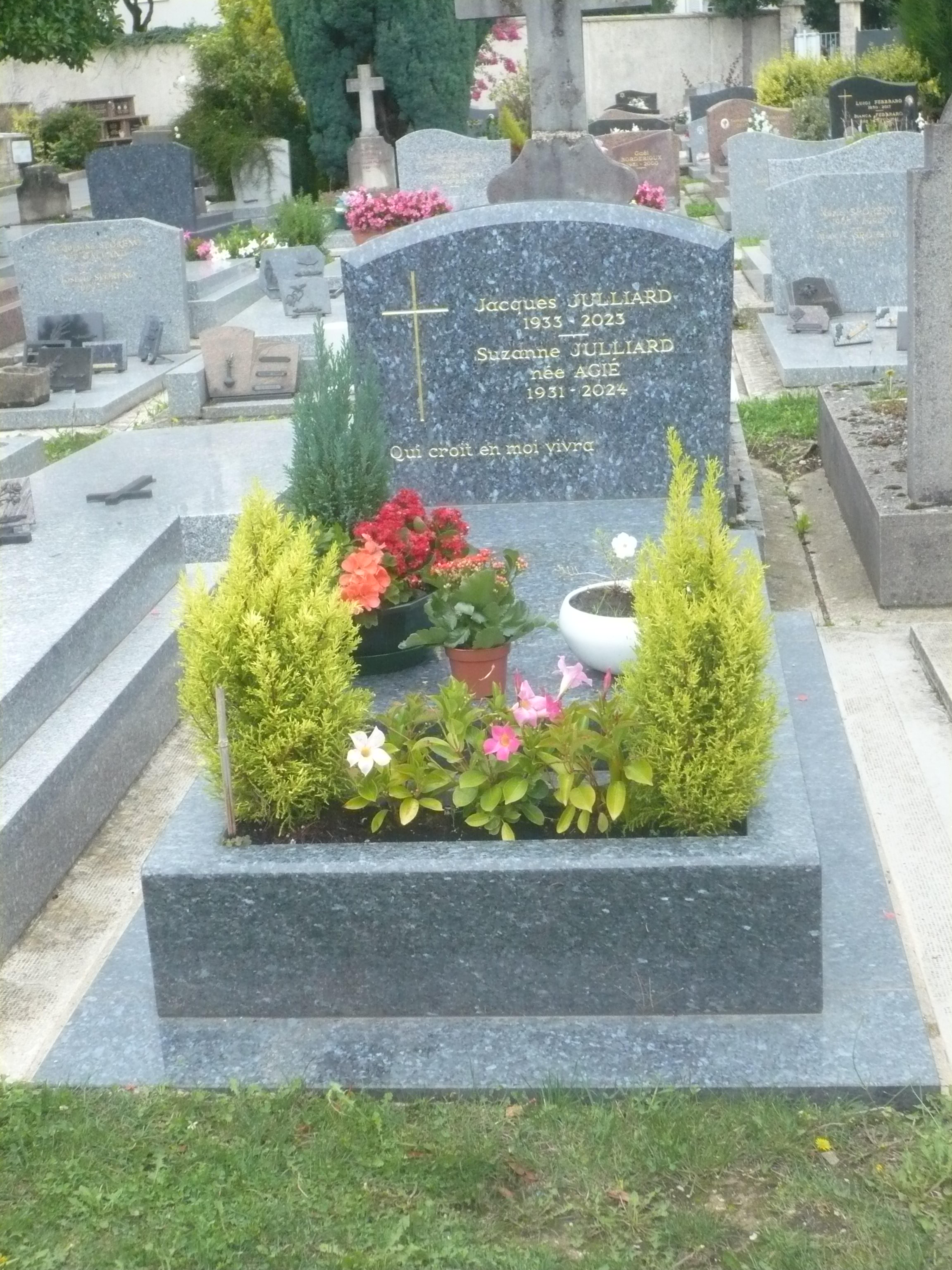
Jacques Julliard.
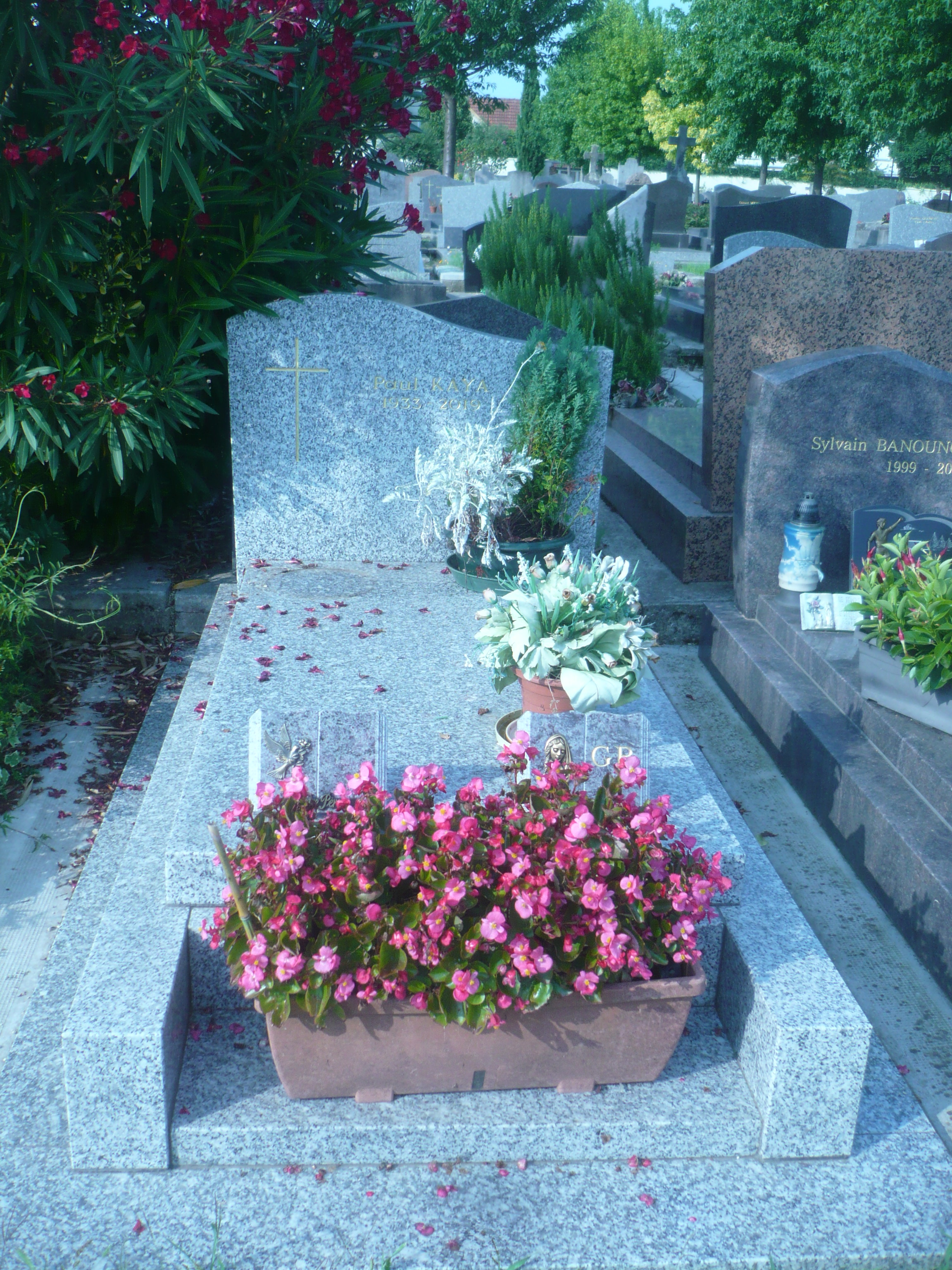
Paul Kaya.
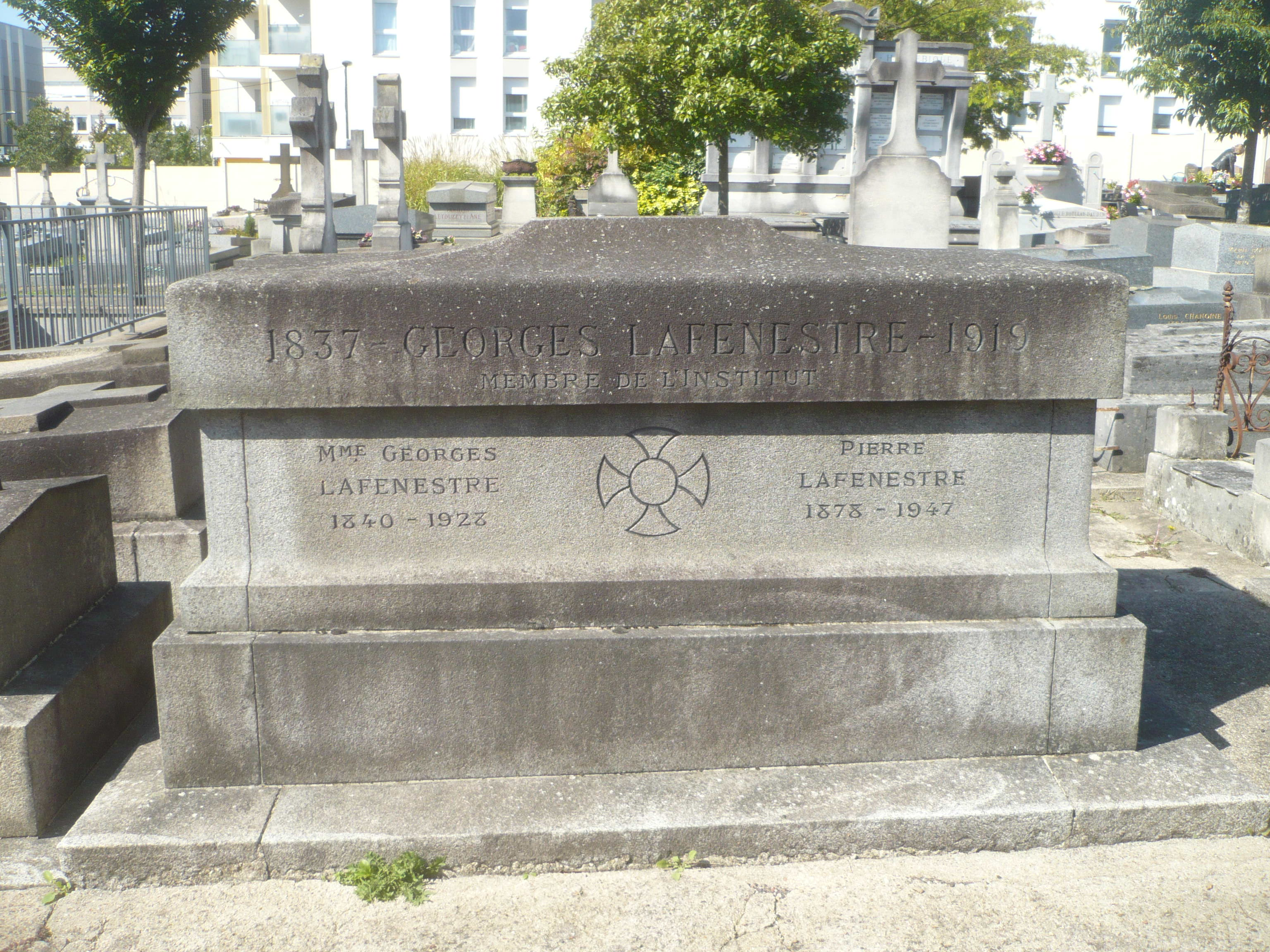
Georges Lafenestre.
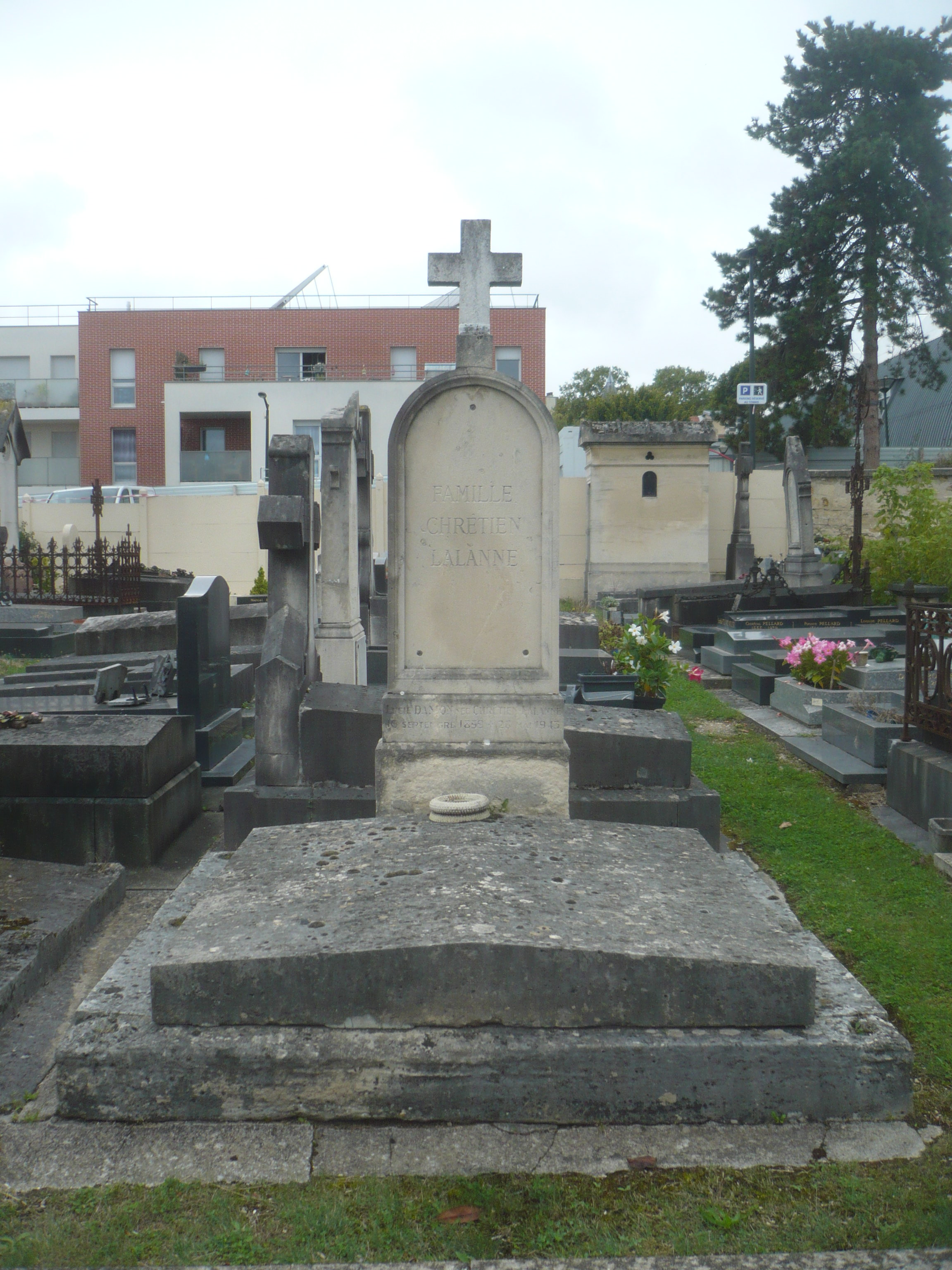
Léon Lalanne.
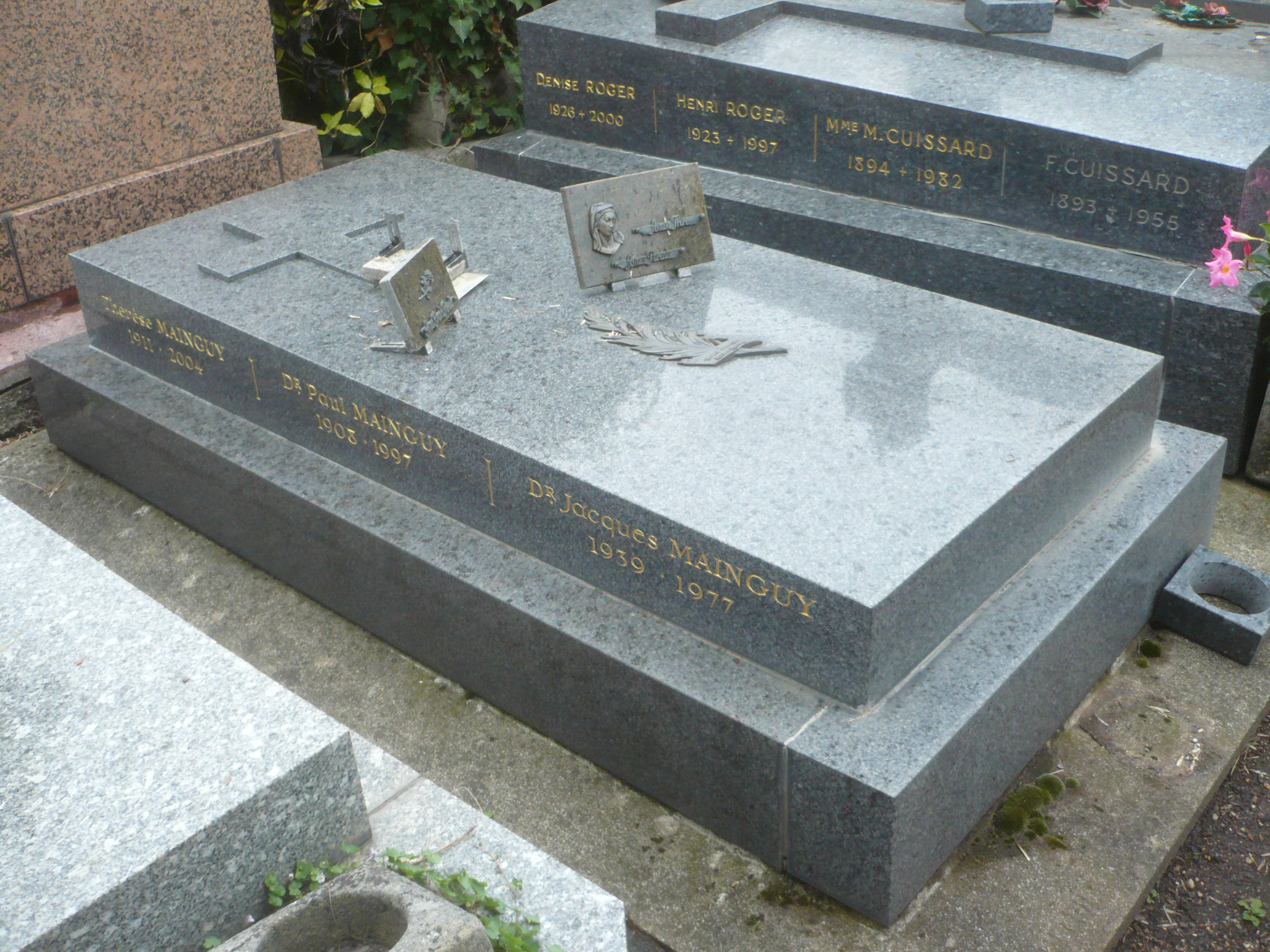
Paul Mainguy.
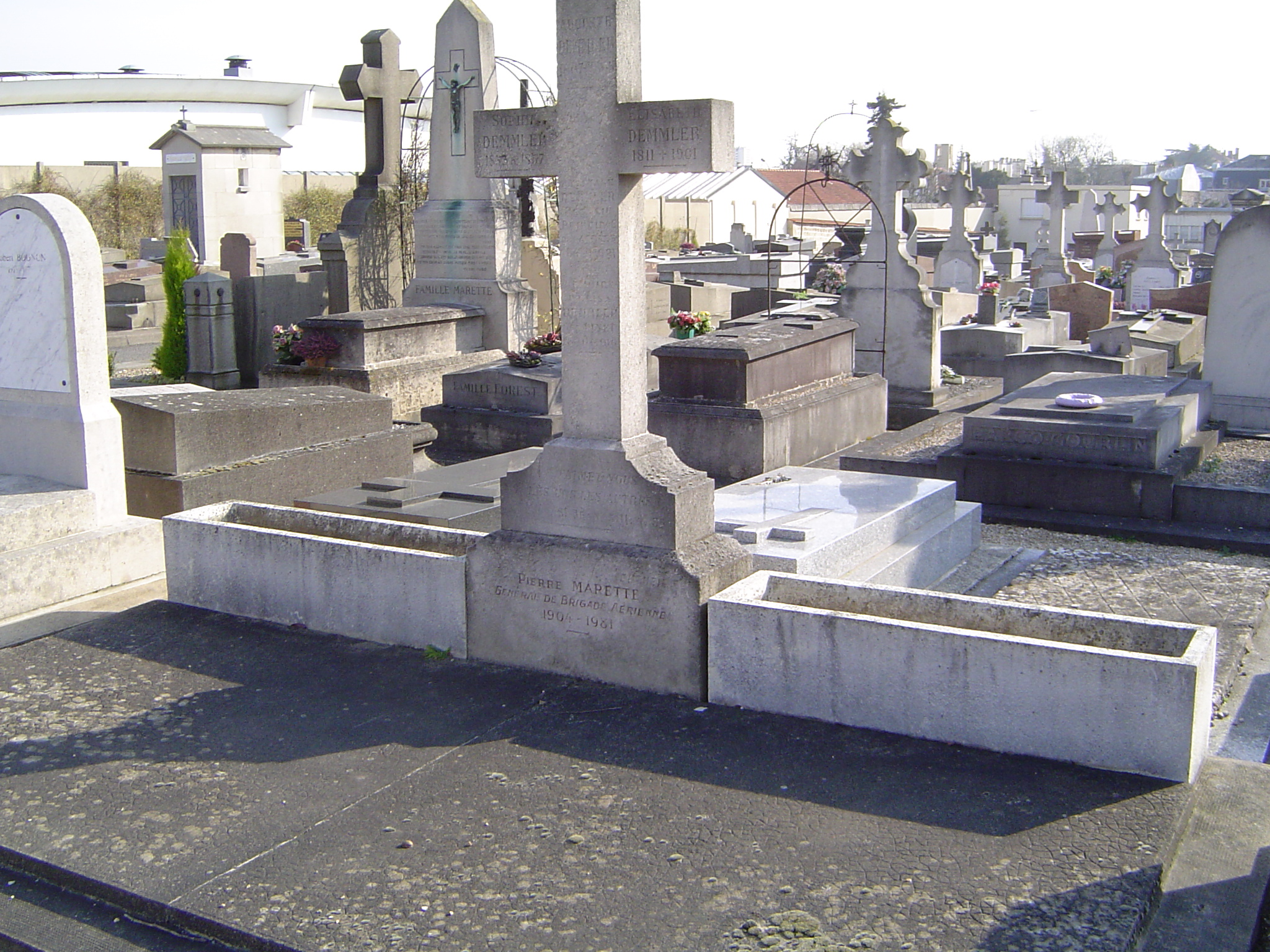
Famille Marette.
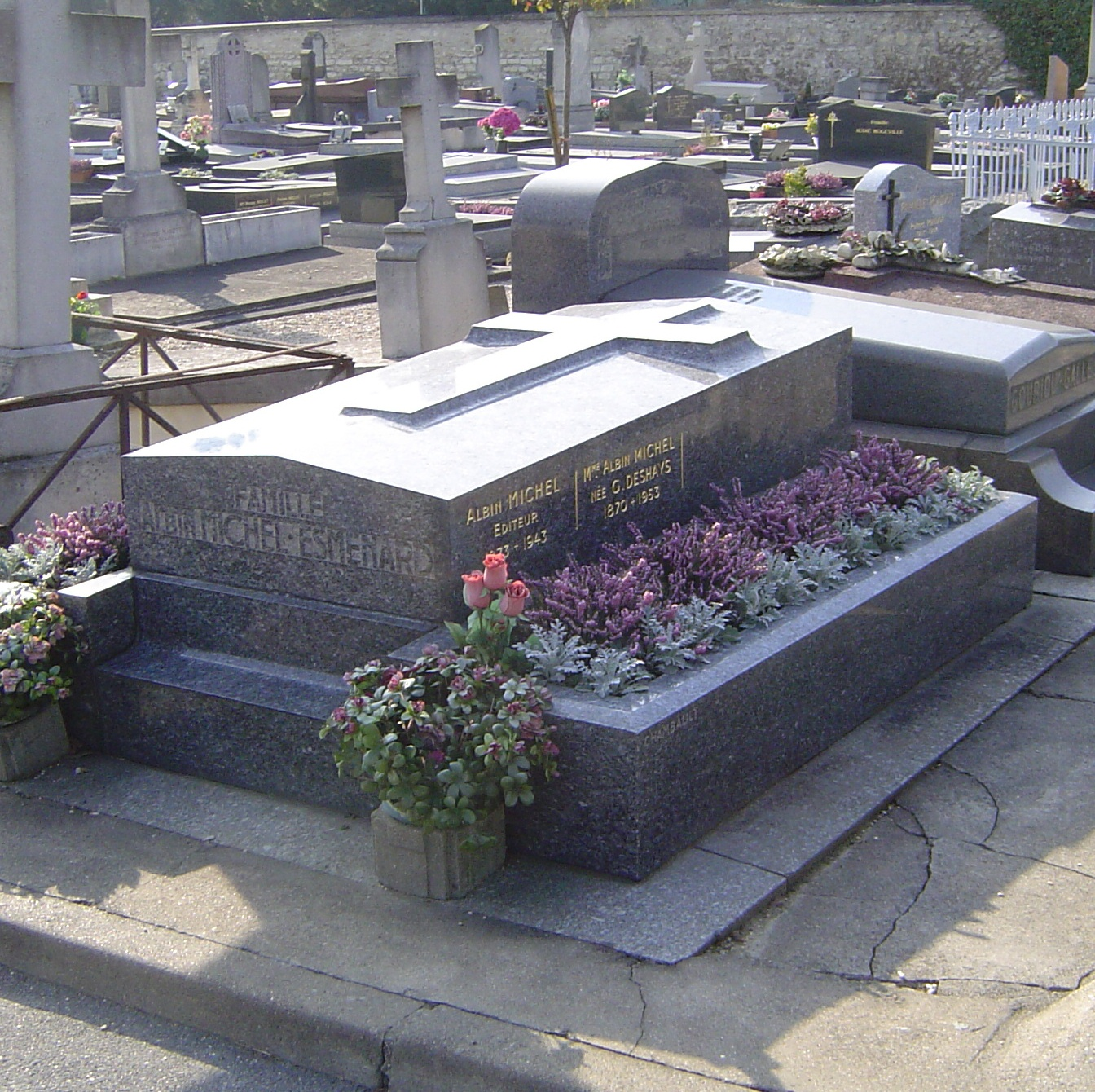
Albin Michel.
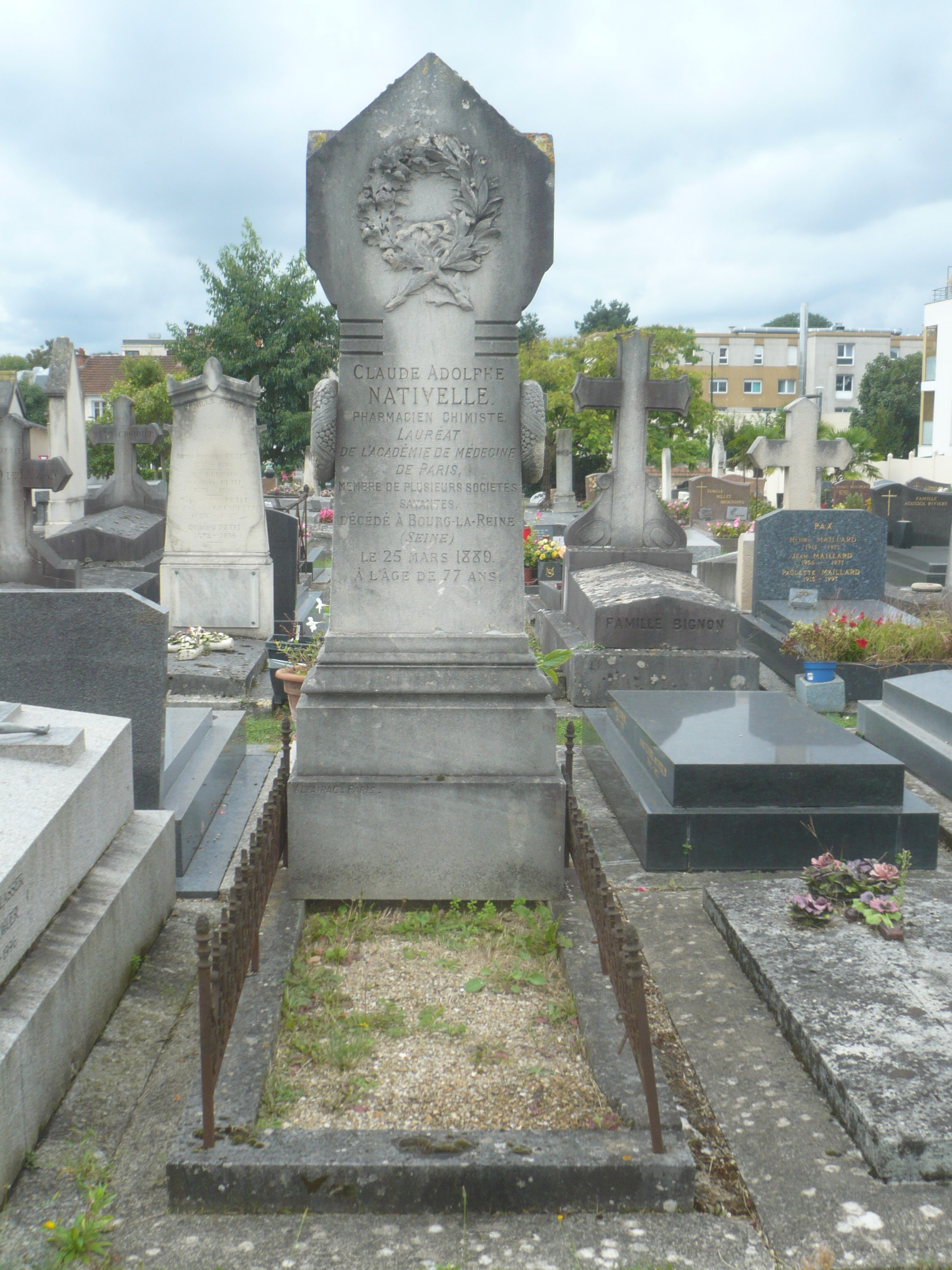
Claude-Adolphe Nativelle.
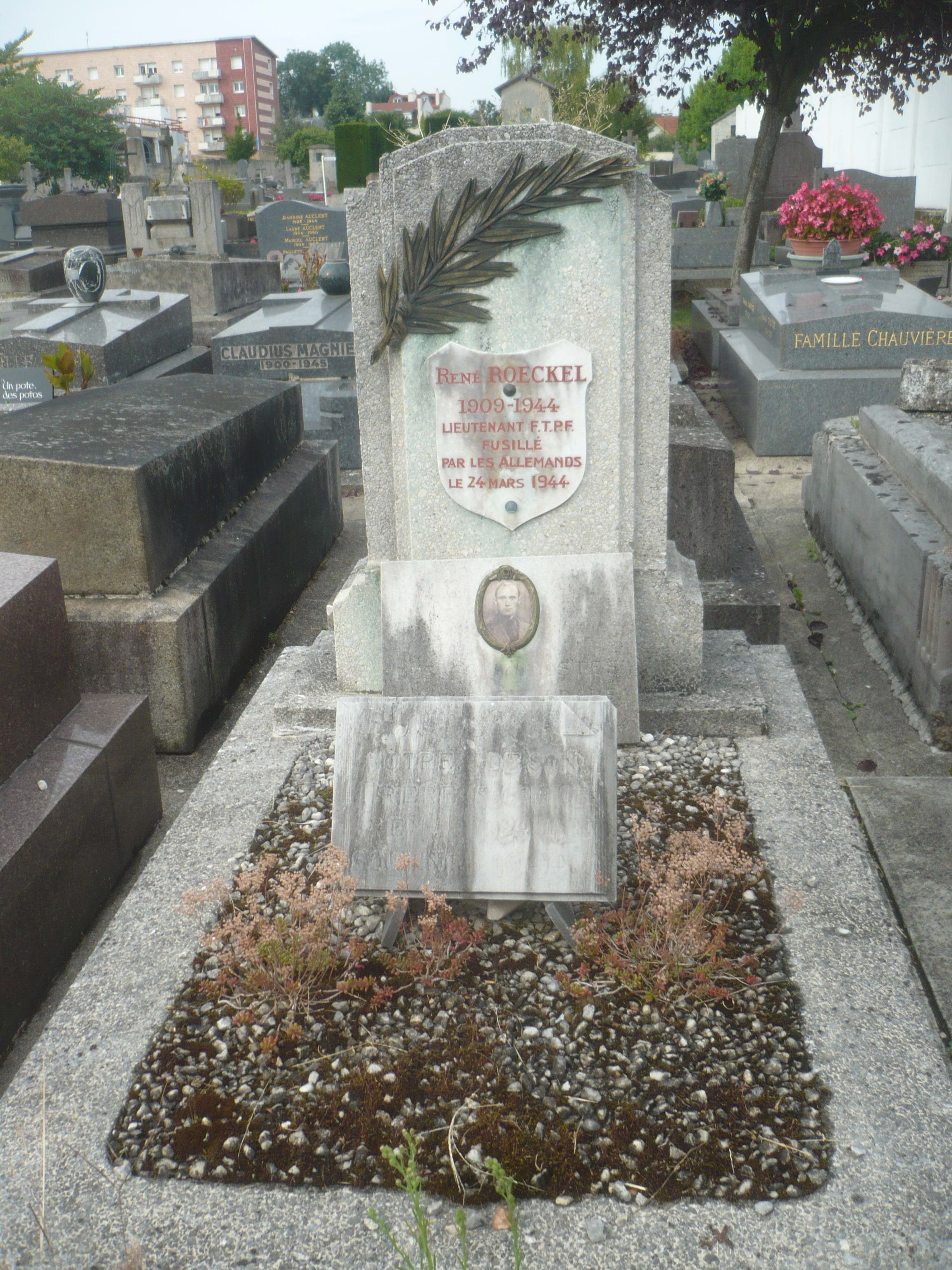
René Rœckel.
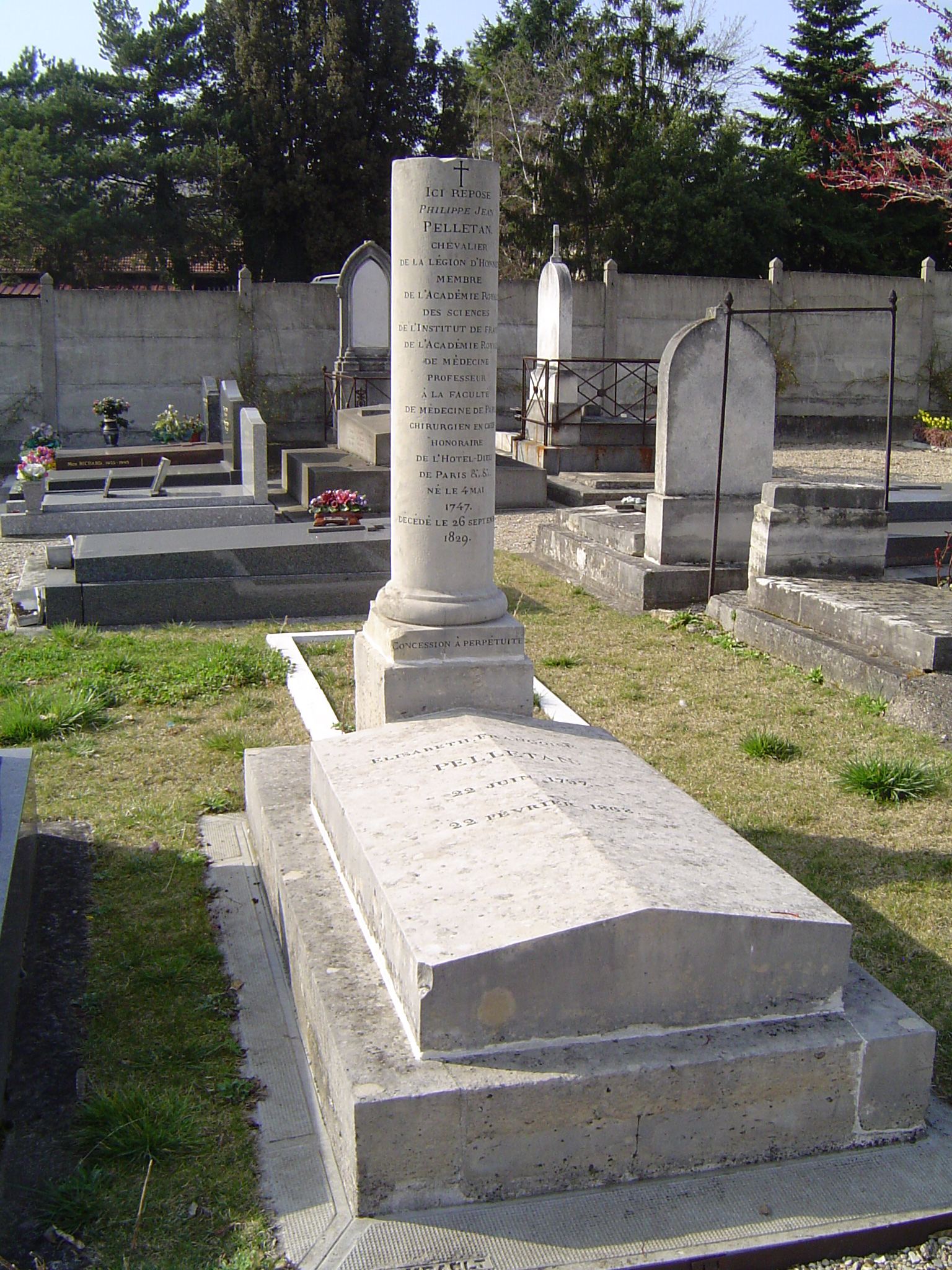
Philippe-Jean Pelletan.
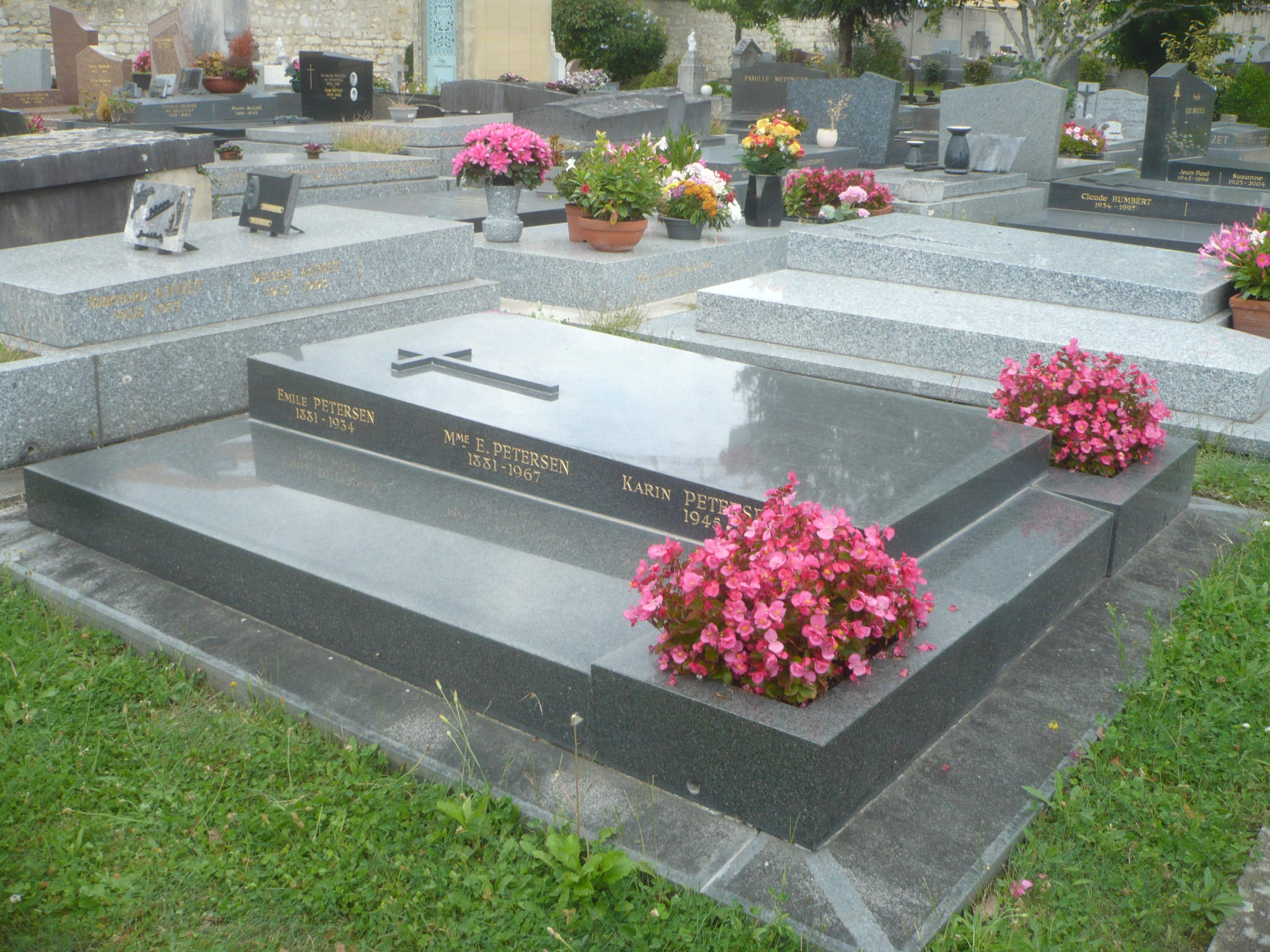
Karin Petersen.
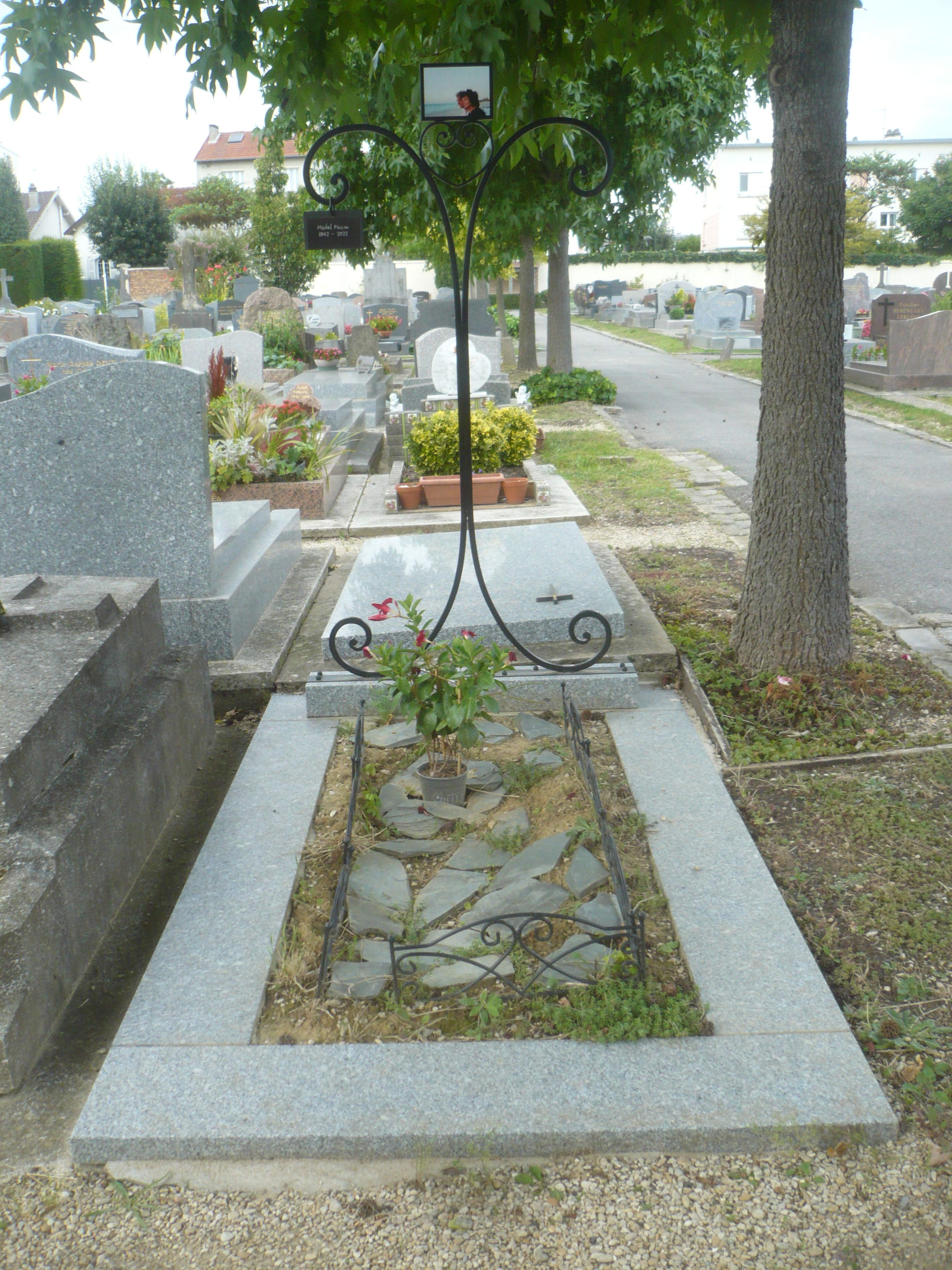
Michel Pinçon.
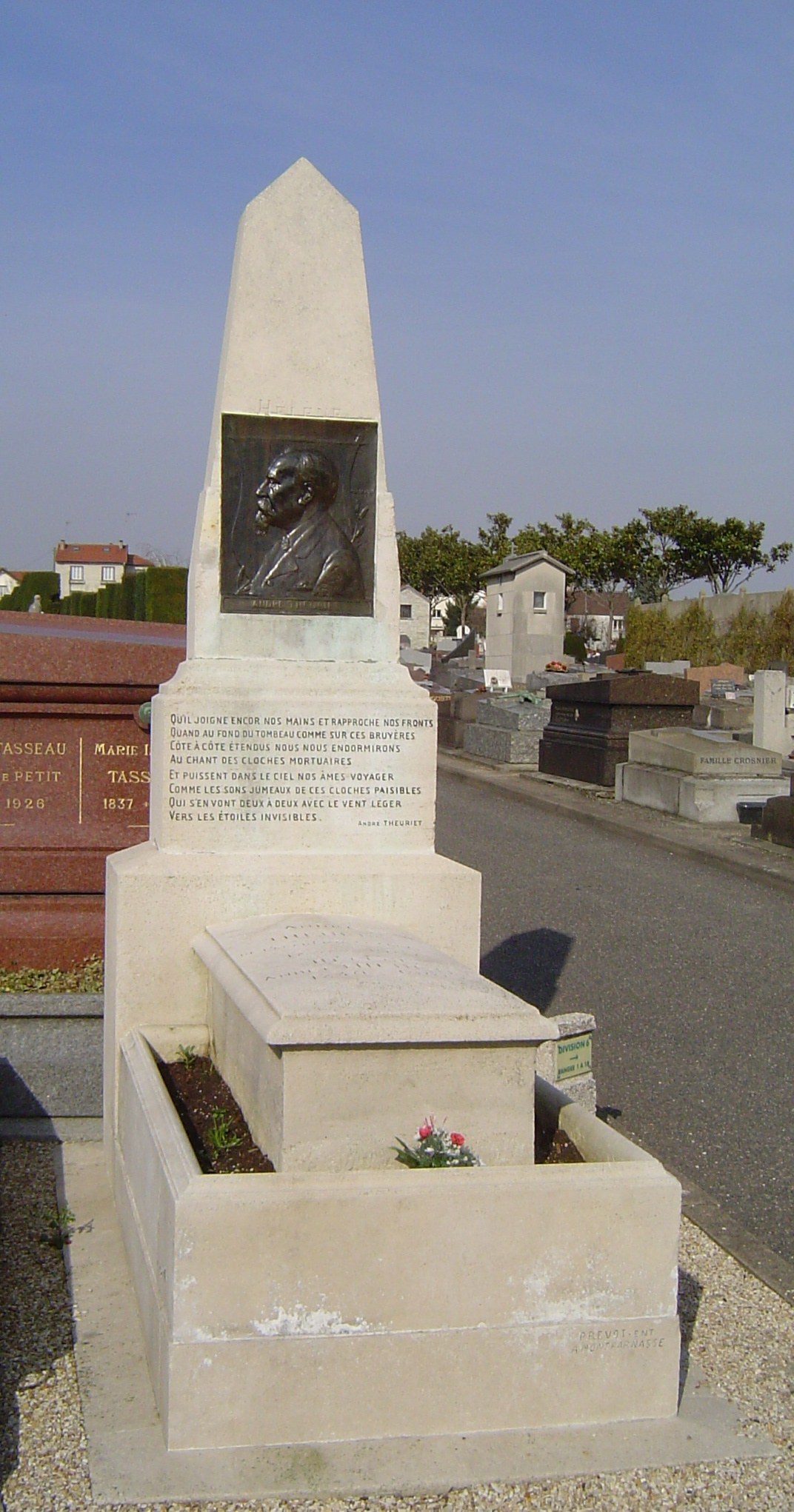
André Theuriet.
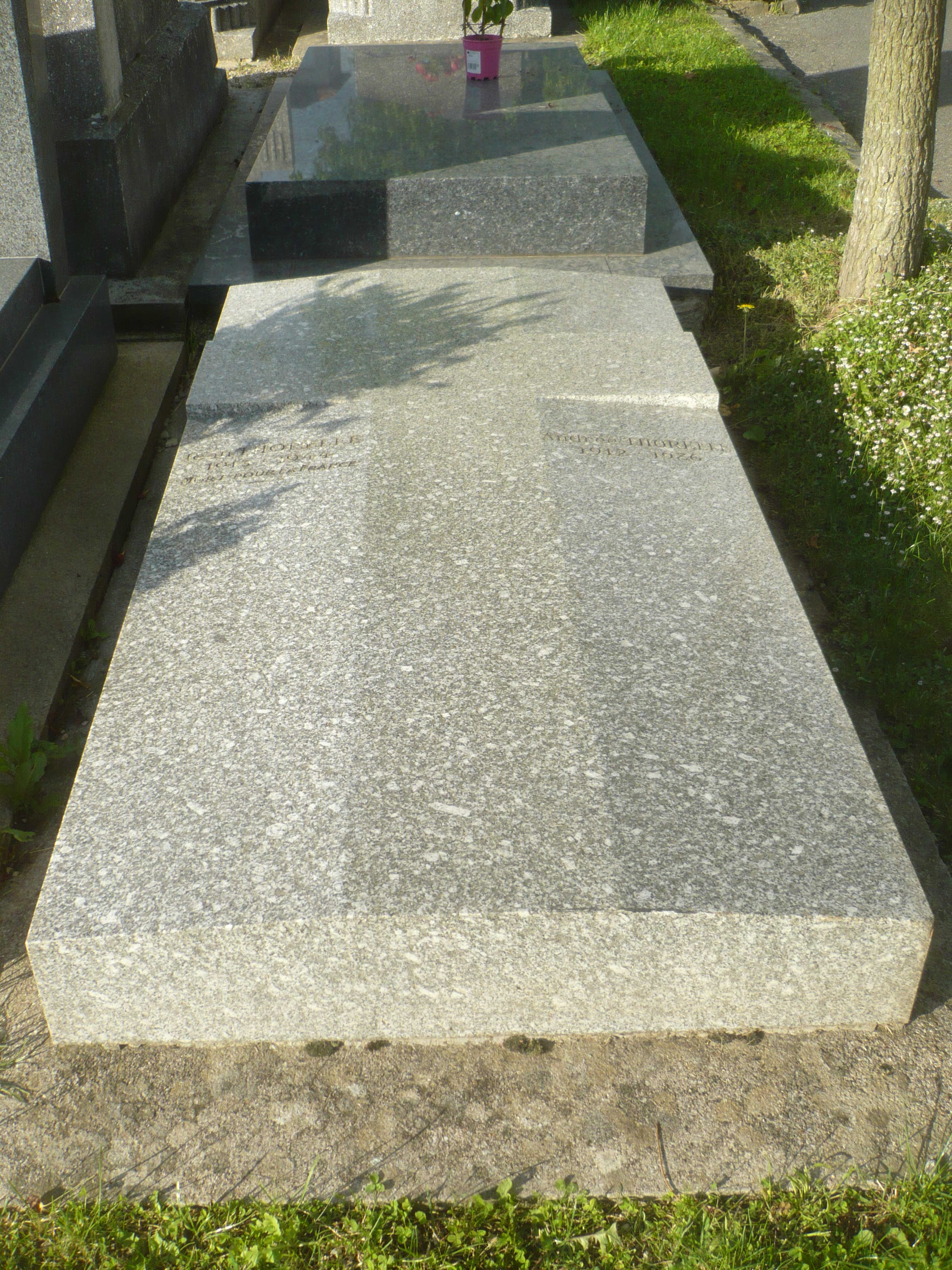
Jean-Roger Thorelle.
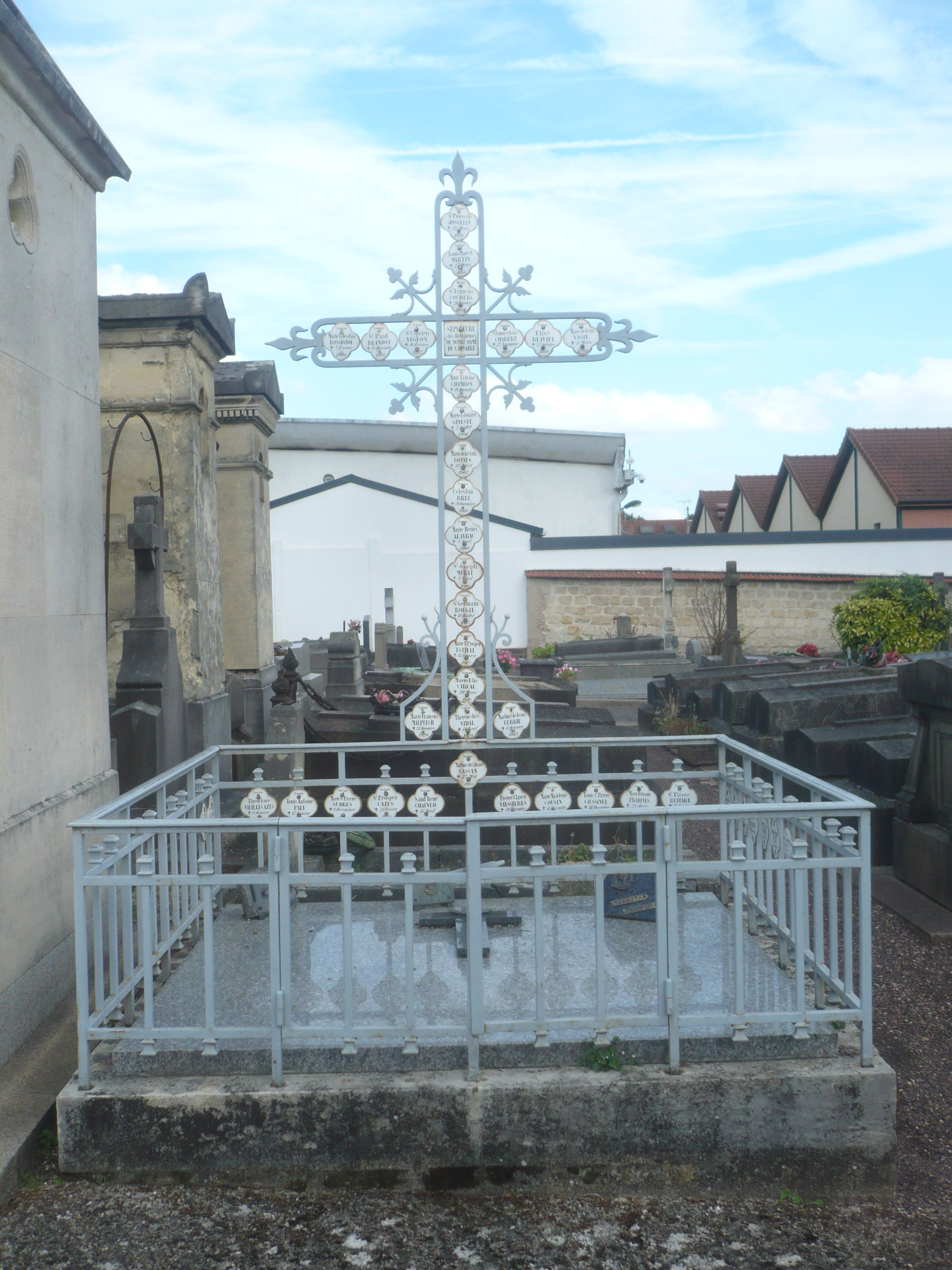
Sœurs de Notre-Dame du Calvaire.